# Città metropolitana di Palermo
La città metropolitana di Palermo è una città metropolitana Italiana di 1 192 726 abitanti della Sicilia. Comprende 82 comuni su una superficie di 5009,28 km². È subentrata il 4 agosto 2015 alla soppressa provincia regionale di Palermo.
Affacciata a nord sul mar Tirreno, confina ad ovest con il libero consorzio comunale di Trapani, a sud con il libero consorzio comunale di Agrigento e il libero consorzio comunale di Caltanissetta, ad est con la città metropolitana di Messina e il libero consorzio comunale di Enna. Fa parte del territorio metropolitano anche l'isola di Ustica.

## Geografia fisica
La città metropolitana di Palermo si affaccia a nord sul mar Tirreno, ad ovest confina con il libero consorzio comunale di Trapani a sud con quelli di Agrigento e di Caltanissetta, ad est con la città metropolitana di Messina e il libero consorzio comunale di Enna. L'area della città metropolitana comprende anche l'isola di Ustica.

Cartina della città metropolitana con rappresentati i confini comunali

### Rilievi

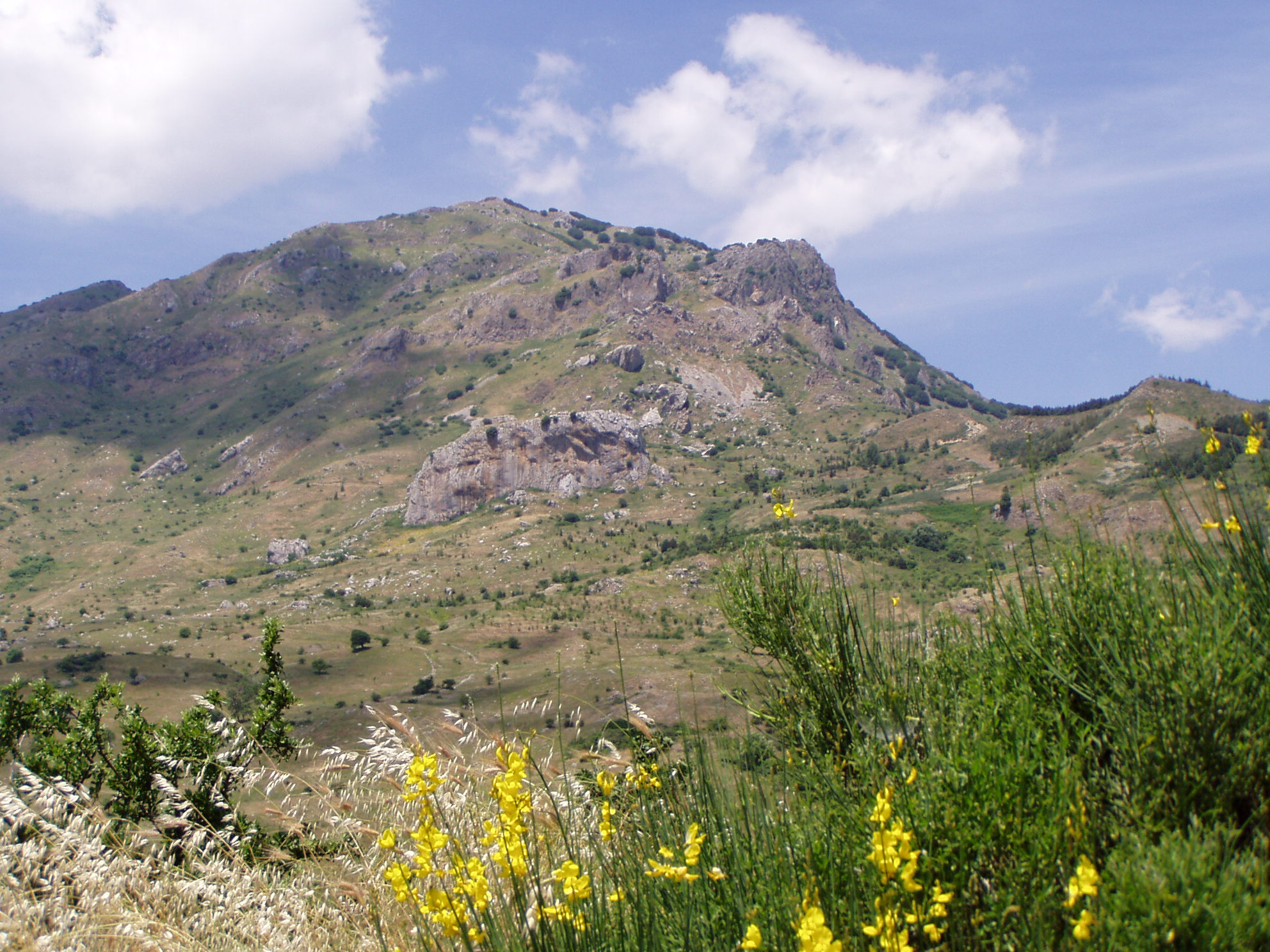
Paesaggio delle Madonie

La divisione altimetrica vede prevalere il territorio collinare e quello montuoso: retrostanti alle strette piane costiere, tra cui celebre è la Conca d'Oro dove sorge Palermo, si aprono ampie zone montagnose, sia ad est che ad ovest, con numerose cime che superano i mille metri d'altitudine, e tante località di montagna o d'alta collina.
Nel territorio s'innalzano diversi rilievi e massicci montuosi, identificabili in parte con il cosiddetto Appennino Siculo . Tra questi, spiccano le Madonie, ricadenti nell'omonimo parco naturale, seconda catena montuosa siciliana sia per estensione che per altitudine, sfiorando i 2000 m con la seconda vetta siciliana dopo l'Etna, ovvero Pizzo Carbonara.
Rilievi di minore importanza sono i Monti di Palermo, che circondano il capoluogo con cime superiori ai millecento metri, i Monti Sicani, con un'area oltre i 900 m d'altitudine sulla quale svettano Monte Cammarata e Rocca Busambra di oltre millecinquecento metri.
Caso a parte è l'isolato Monte Pellegrino, promontorio di natura calcarea, all'interno del quale è possibile ammirare numerose grotte di origine carsica o marina, tra le quali le Grotte dell'Addaura
. Tutti questi gruppi montuosi vengono frequentemente ricoperti dalla neve durante l'inverno oltre i 1000 m (a volte anche a quote più basse), con l'eccezione di Monte Pellegrino, posto di fronte al mare.

### Idrografia
Come in tutto il territorio siciliano, ad eccezione dell'Ennese, nel Palermitano vi sono laghi di origine esclusivamente artificiale, perlopiù dighe di varie dimensioni situate nel retroterra collinare della città metropolitana. Alcune di essi sono divenuti tappa dei flussi migratori di numerose specie di uccelli. Pochi sono inoltre i fiumi, a carattere prettamente torrentizio. Tra questi il fiume Oreto, che attraversa il capoluogo; l'Imera Settentrionale, che scorre per circa 35 km attraversando i comuni di Caltavuturo, Campofelice di Roccella, Cerda, Collesano, Scillato, Sclafani Bagni, Termini Imerese e Valledolmo; il fiume Belice, che si forma dall'unione di due rami, uno il Belice destro (45,5 km), che nasce presso Piana degli Albanesi, e l'altro il Belice sinistro (42 km), che scende dalla Rocca Busambra, un altro fiume è il fiume Eleuterio che nasce nelle vicinanze del Lago Scanzano e per circa 30 km scorre attraversando i comuni di Marineo, Bolognetta, Misilmeri, Villabate, Ficarazzi e dopo aver bagnato tali comuni sfocia nel Mar Tirreno.

### Riserve naturali
Il Palermitano ospita diverse aree naturali protette o aree che rivestono comunque un certo interesse naturalistico.
Tra queste un posto di rilievo merita il Parco delle Madonie, parco regionale il cui territorio ricade interamente nella città metropolitana palermitana. Il parco ospita oltre la metà delle specie vegetali siciliane, e in particolare gran parte di quelle presenti solo in Sicilia come l'endemico Abies nebrodensis. Per la fauna sono presenti oltre la metà delle specie di uccelli, la totalità delle specie di mammiferi e più della metà delle specie di invertebrati dell'isola. Notevoli sono anche le peculiarità geologiche, grazie alle quali il parco è entrato a far parte del network European Geopark..
Vanno segnalate inoltre:

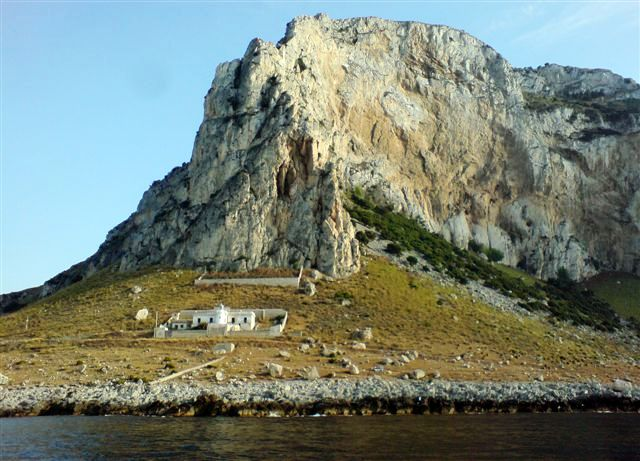
Promontorio di Capo Gallo a picco sul mare

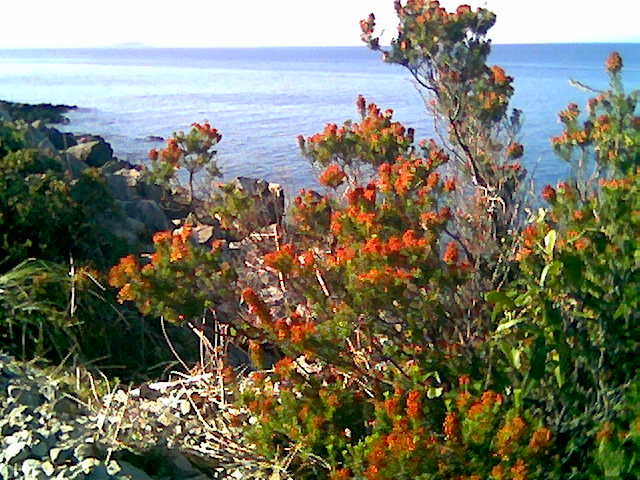
Capo Gallo

- La Riserva naturale orientata Monte Pellegrino ospita una flora tipica delle rupi costiere, con specie quali la palma nana, il ficodindia, il cappero, il cavolo rupestre, l'erba perla mediterranea, il garofano di rupe, nonché alcuni endemismi quali il fiordaliso delle scogliere (Centaurea ucriae). La zona delle falde ospita ampie aree di macchia mediterranea e di bosco, con specie quali il leccio, l'orniello, il carrubo, il corbezzolo, l'alloro, il lentisco, l'alaterno, l'euforbia arborea, la salsapariglia .
La fauna presenta la Poiana, il Falco pellegrino, il Gheppio, il Barbagianni, l'Assiolo e la Civetta, mentre tra i migratori abbiamo il Falco pecchiaiolo; tra i passeriformi specie importanti sono il Passero solitario ed il Crociere.
- La Riserva naturale orientata Capo Gallo, tra Mondello e Sferracavallo a 15 km dal capoluogo, è caratterizzata da un selvaggio paesaggio marino e al contempo montano, affiancando spiagge incontaminate e irte di pittoreschi scogli a rupi che si innalzano a capofitto sopra il mare, con numerose grotte.
- La Riserva naturale orientata Isola delle Femmine si trova sull'omonimo isolotto situato a circa trecento metri dalla costa prospiciente il comune di Isola delle Femmine.
- L'Area naturale marina protetta Capo Gallo - Isola delle Femmine coinvolge un interessante ambiente marino compreso tra le due precedenti riserve naturali.
- La Riserva naturale orientata Bosco della Ficuzza, Rocca Busambra, Bosco del Cappelliere e Gorgo del Drago comprende l'area boschiva più vasta della Sicilia occidentale, di notevole interesse sia floristico che faunistico. Ospita numerose specie di Quercus, tra cui l'endemica Quercus gussonei, nonché numerosi endemismi rupestri quali la Centaurea busambarensis. Ai piedi della Rocca Busambra si trova inoltre una delle poche stazioni siciliane di Atropa belladonna.
- La Riserva naturale orientata Serre della Pizzuta, in località Piana degli Albanesi, è l'unica località dove prospera la rara Viola ucriana, un endemismo puntiforme che cresce ad una altitudine di 800-1.300 m, su terreni calcarei scoscesi, popolati da una vegetazione di gariga (Erica multiflora) o prateria mediterranea (Ampelodesmos mauritanicus).
- La Riserva naturale orientata Bosco di Favara e Bosco Granza, situata tra i comuni di Aliminusa, Cerda, Montemaggiore Belsito e Sclafani Bagni, è costituito in prevalenza da facies arenacee associate a facies conglomeratico-arenacee del miocene inferiore-oligocene superiore.
- La Riserva naturale integrale Grotta di Entella, in località Contessa Entellina, comprende la omonima grotta, conosciuta localmente come Grotta dei Dinari, ubicata alla base della parete Ovest del rilievo della Rocca di Entella (557 metri s I m), che si estende su tre livelli di gallerie per uno sviluppo totale di circa 400 m.
- La Riserva naturale orientata Monte Carcaci, tra Castronovo di Sicilia e Prizzi, ospita boschi di leccio (Quercus ilex) e roverella (Quercus pubescens), a cui spesso si mischiano il sorbo torminale (Sorbus torminalis) e l'acero campestre (Acer campestre). Molto ricca l'avifauna con numerosi rapaci quali lo sparviere (Accipiter nisus), la poiana (Buteo buteo), il nibbio bruno (Milvus migrans) e il falco pellegrino (Falco peregrinus).

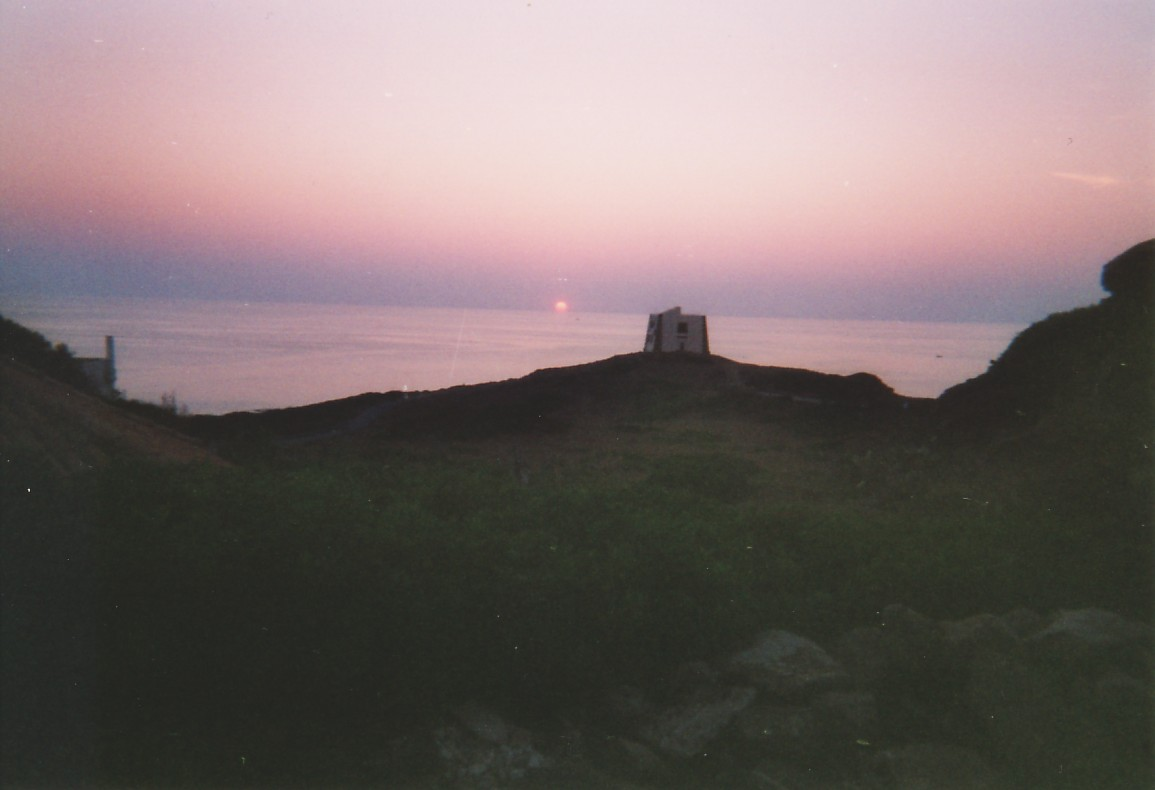
Tramonto ad Ustica

- La Area marina protetta Isola di Ustica si trova nell'omonima isola al largo nel Tirreno, 67 km a nordovest di Palermo.
- La Riserva naturale orientata Capo Rama ha particolare interesse naturalistico: presenta una scogliera ricca di infiorescenze arbustive, e specie come la palma nana ed il tè siciliano, che ammantano la zona costiera. Ricca è la fauna di rettili ed uccelli che popolano l'area, con specie migratorie qual è l'Airone cenerino.

### Clima
Secondo la classificazione dei climi di Köppen il clima del territorio palermitano appartiene alla fascia Csa e quindi è di tipo mediterraneo, caratterizzato da temperature miti, da precipitazioni concentrate soprattutto nel semestre invernale con inverni generalmente brevi e freschi ed estati lunghe e torride.
Queste caratteristiche si limitano tuttavia ai comuni costieri, capoluogo compreso (a un'altitudine maggiore il clima tende ad assumere connotati più montani anche se con distribuzione delle precipitazioni tipiche del clima mediterraneo) i quali sono inseriti nella fascia climatica B, con accensione degli impianti termici consentita per sole 8 ore giornaliere dal 1º dicembre al 31 marzo. In genere in queste zone il termometro si mantiene sopra lo zero e le temperature medie invernali si aggirano sugli 11 °C. In alcuni anni in estate quando soffia lo scirocco si possono superare i 40° (con minime superiori ai 30°) anche se con tassi di umidità bassissimi.
Diversa è invece la situazione nell'interno, dove molte città fanno invece parte delle fasce C e D, che denotano un maggior rigore climatico, ed alcuni addirittura nella fascia E, con temperature simili a quelle di altre zone montuose italiane: è il caso di Petralia Soprana, ad esempio, che sorge ad quasi milleduecento metri d'altezza.
In queste zone da novembre a marzo non sono infrequenti le nevicate che diventano via via più intense e persistenti man mano si sale di quota.
Le Madonie sono la zona più nevosa della città metropolitana. Nei comuni collinari e montani il clima d'estate è sempre caldo ma decisamente meno, soprattutto per le minime notturne, rispetto alle zone costiere. D'inverno la temperatura è molto fredda e le nevicate a quote alte sono frequenti anche se le zone più in ombra possono ricevere meno precipitazioni delle zone più esposte e (per quanto riguarda quelle sotto forma liquida) quelle costiere. Negli anni 80 si sono registrate abbondanti e frequenti nevicate che hanno registrato un calo nel decennio successivo e un nuovo aumento negli ultimi anni. D'estate nell'area di Palermo, come in tutta la Sicilia, il clima si fa arido con frequenti periodi di assenza totale o quasi di precipitazioni.
Nella città metropolitana di Palermo sono ubicate le seguenti stazioni meteorologiche, ufficialmente riconosciute dall'Organizzazione meteorologica mondiale:
- Stazione meteorologica di Palermo Boccadifalco
- Stazione meteorologica di Palermo Punta Raisi
- Stazione meteorologica di Prizzi
- Stazione meteorologica di Ustica

## Storia

### Le testimonianze della Preistoria
All'era mesolitica appartengono i graffiti della Grotta dell'Addaura di Monte Pellegrino a Palermo, che rappresentano delle figure umane dedite a danze rituali e forse ad un sacrificio umano. Si tratta di una delle tracce più significative della proto-storia dell'arte, che rendono inoltre l'idea di quanto antico fosse l'insediamento dell'uomo nelle aree semi-costiere della città metropolitana, insediamento che fu indubbiamente favorito dalla presenza di condizioni geografiche e climatiche introvabili nel Vicino Oriente, da dove partì il più primordiale flusso migratorio diretto alla Sicilia.
Un aspetto che favorì anche questi insediamenti fu la composizione delle rocce dei Monti di Palermo, calcaree, porose, e dunque ideali per scavare ed ampliare grotte.

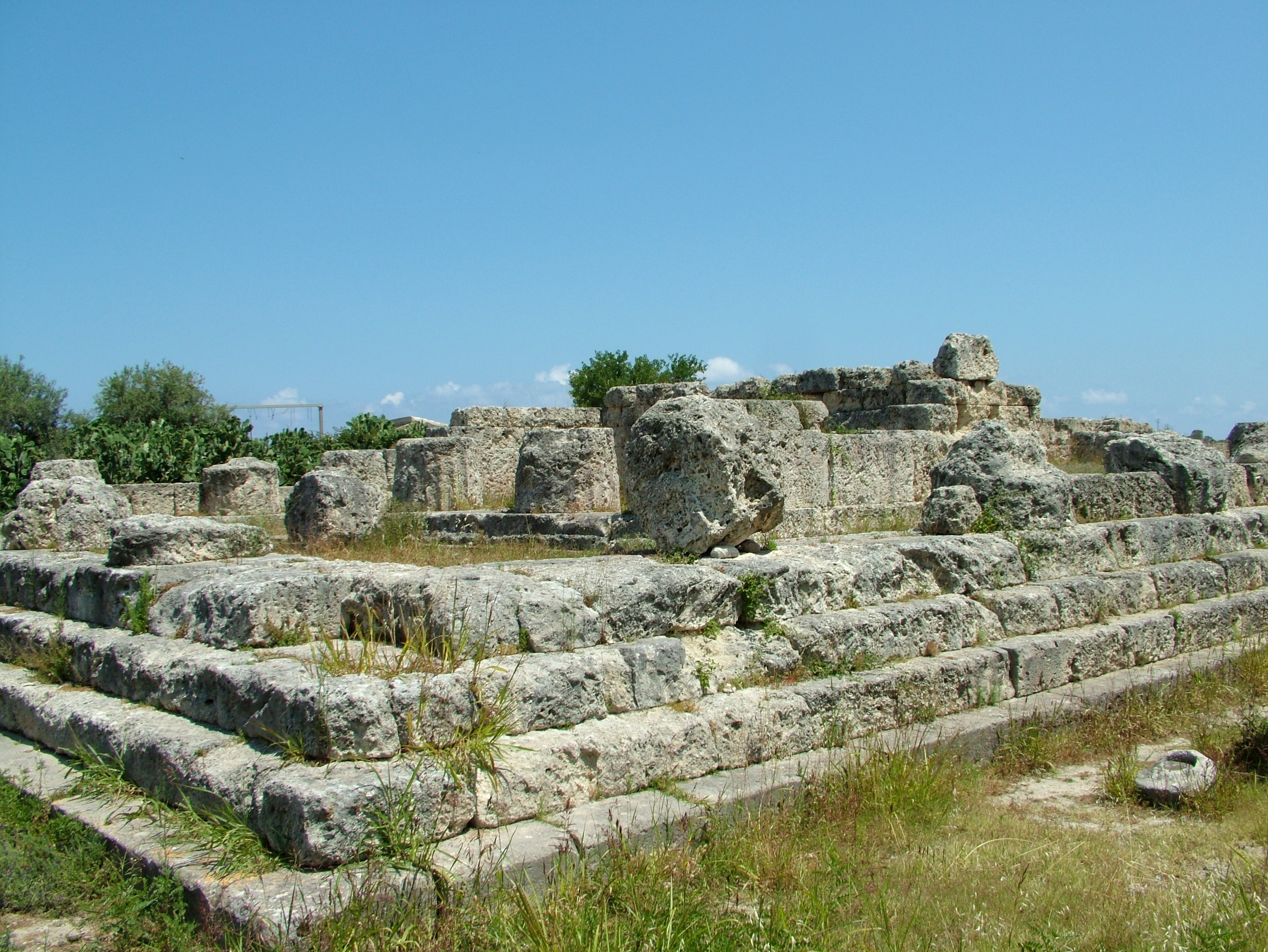
Il tempio della Vittoria di Himera

### Himera
Tra i più antichi centri del territorio è Himera, colonia greca che sorge su un verde altipiano alle spalle di Termini Imerese. Era la colonia greca più occidentale, secondo Tucidide fondata da coloni appartenenti alla gens di Euclide. Nel 480 a.C., Terone – tiranno di Akragas, odierna Agrigento – invase Himera, scacciando il suo re, Terillo. Questi, però, chiamò in proprio soccorso i cartaginesi, con un possente esercito di trecentomila uomini, che il tiranno agrigentino poté sconfiggere solo chiedendo a sua volta aiuto a Gelone di Siracusa, come racconta Diodoro Siculo. Ma nel 408 a.C. fu il temibile cartaginese Annibale, nipote di Amilcare, a vendicare i propri avi saccheggiando e radendo al suolo Himera, non più ormai protetta dai siracusani.

### Solunto

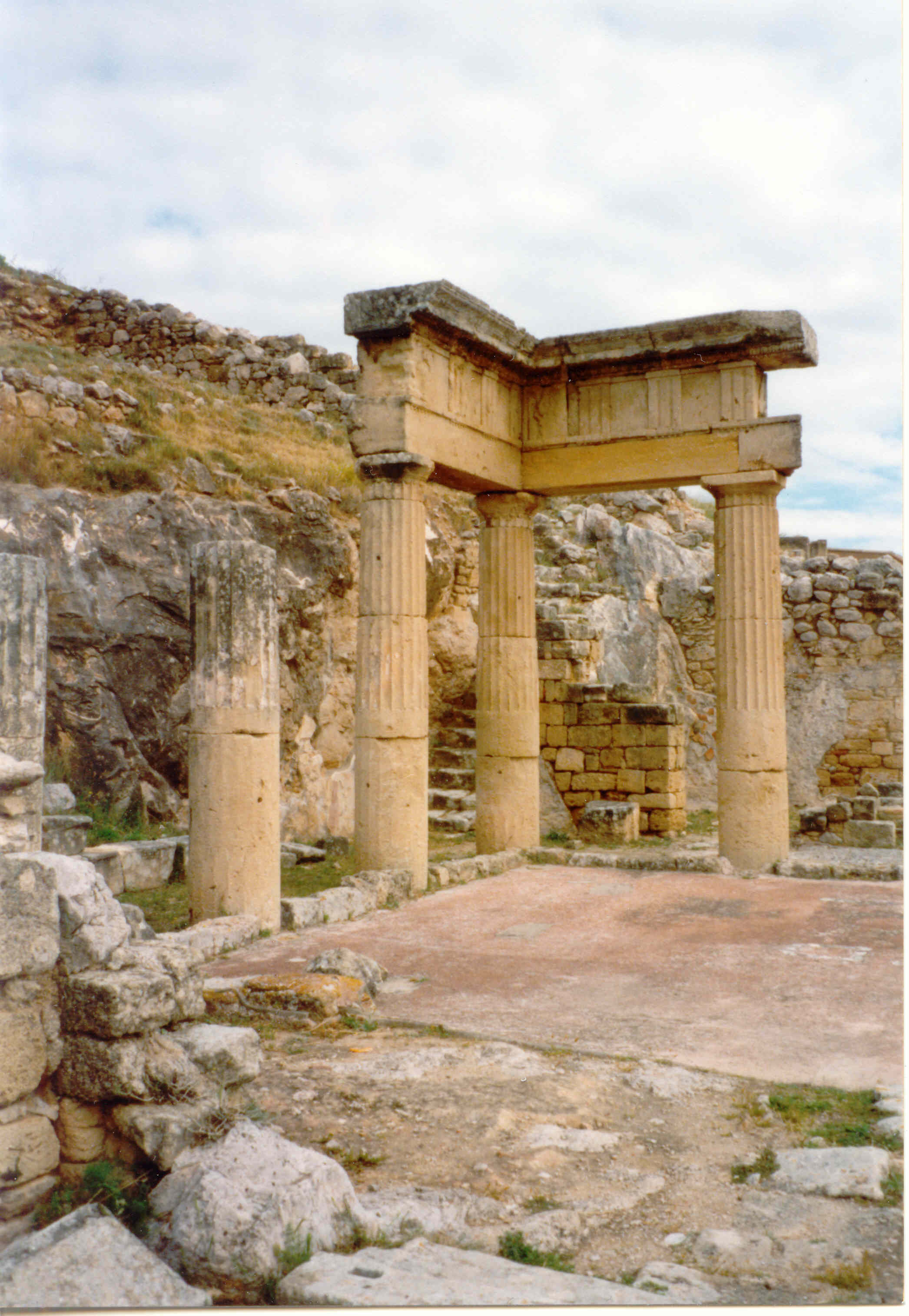
Solunto

Solunto, città sulla costa settentrionale della Sicilia, sul Monte Catalfano, a circa 3 km da Santa Flavia, di fronte Capo Zafferano, nei pressi di Palermo. Preceduta sulla stessa area dall'insediamento fenicio di Kfra (700 a.C.), la città venne fondata dai Cartaginesi nel IV secolo a.C. che ne mantennero il controllo per più di un secolo. Durante questo periodo divenne centro di traffico marittimo rivaleggiando con Mozia, e persino con Palermo. In seguito alla Prima guerra punica (250 a.C. circa) passò sotto il dominio romano.
Il declino della città iniziò nel I secolo col graduale abbandono della città a favore dei centri abitati della pianura sottostante, fino al saccheggio subito ad opera dei Saraceni ed altri popoli nomadi minori in pieno VII secolo.

Vi rimangono le terme, l'agorà, e vari palazzi patrizi, come il Ginnasio, la bellissima Casa di Leda, con affreschi pompeiani, il teatro ed il più piccolo Odeon.

### Palermo

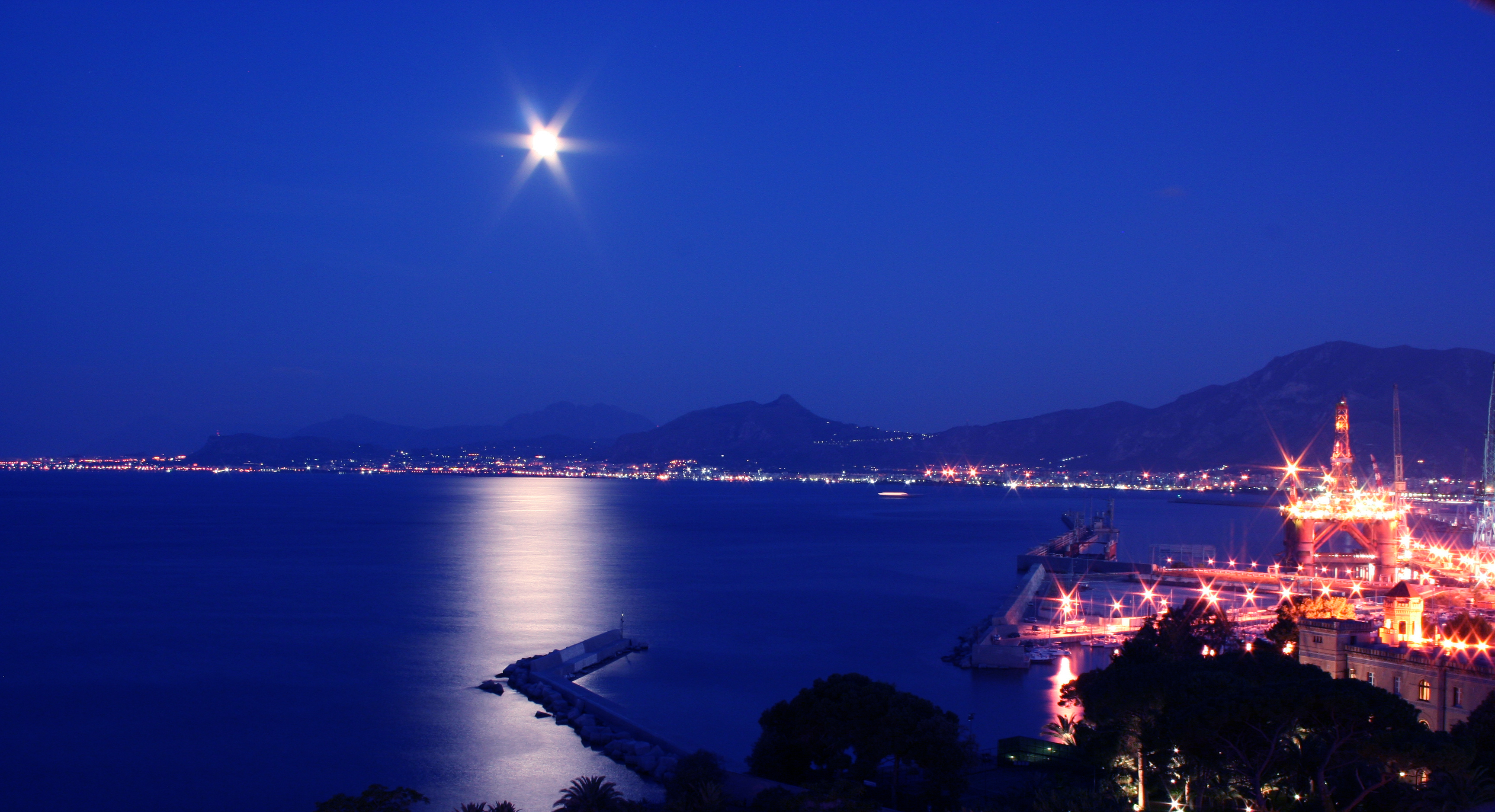
Golfo di Palermo di notte

La città più antica tra quelle sopravvissute è il capoluogo, l'allora Zyz, ribattezzata in seguito dai Greci Panormos (tutto porto), venne fondata dai Fenici che ne fecero un'importante base per i loro traffici marittimi nel Mediterraneo. Panormus subì in seguito l'influenza greca, la dominazione romana e quella bizantina, ma furono gli Arabi, erigendola a capitale dell'emirato di Sicilia, a costruirvi  splendide moschee, realizzare fontane ed ampie piazze e vie, di cui oggi rimangono tracce indelebili nella toponomastica palermitana.
In seguito la città attraversò il periodo della dominazione normanna, sotto il cui re Ruggero II raggiunse l'apoteosi dello splendore, e fu capitale del Regno di Sicilia. Palermo assurse al ruolo di polo culturale per tutto il bacino mediterraneo: prima con Ruggero, che richiamò nella capitale numerosi intellettuali, poi con Federico II di Svevia, che fondò la scuola poetica siciliana innalzando la Sicilia a livelli culturali mai più ripetuti: al "Notaro" di Federico, Giacomo da Lentini, è infatti attribuita l'invenzione del sonetto, mentre il Canzoniere Siciliano, lodato da Dante nel De Vulgari Eloquentia come massimo esempio di poesia lirica, dette vita alla letteratura siciliana, in lingua siciliana, e alla prima lingua letteraria italiana, verso la quale tutta la tradizione linguistica futura, da Guittone a Dante, da Petrarca e Boccaccio e Pietro Bembo agli scrittori moderni resterà profondamente debitrice.

Primo stemma della Provincia, in uso al Secondo Congresso delle Province del 1905

La fine della dinastia Sveva segnò l'inizio di un declino che tra alterne vicende, sarebbe durato fino ad oggi. Con l'appoggio del Papa, si insediò infatti la dinastia angioina, che spostò la capitale a Napoli, penalizzando la realtà culturale siciliana. In seguito, nel 1282 esplosero qui i Vespri siciliani che portarono alla cacciata degli angioini ma, di contro, la perdita del ruolo di capitale del regno, era ormai definitiva, a favore di Napoli.
Pietro III d'Aragona pose nuovamente fine all'indipendenza di Palermo e, quando la sua casata si unì a quella di Castiglia, l'isola divenne un dominio spagnolo. Palermo, sotto gli spagnoli rifiorì, a differenza del resto della Sicilia, con l'erezione di nuovi edifici e di bellissime chiese. Unico evento di rilievo fu la nascita dell'Università, nell'Ottocento, terza e penultima in ordine cronologico della Sicilia.

## Società

### Popolazione
Con quasi 1,2 milioni di abitanti, la città metropolitana di Palermo è la quinta in Italia, e la sua densità demografica risulta inoltre superiore alla media nazionale e regionale. Nel palermitano si accentra ben un quarto della popolazione siciliana, con un tessuto abitativo molto denso e compatto lungo le piane costiere, che si rarefà tuttavia nelle valli e nelle aree montuose dell'entroterra. Circa 800 000 degli abitanti risiedono nelle 5 città che superano i 30 000 abitanti.
L'assetto urbano è pertanto caratterizzato da un forte concentramento abitativo nel capoluogo, l'unico centro che supera la soglia dei centomila abitanti e che ingloba più della metà dei residenti della città metropolitana. L'immediato hinterland è composto da centri medio-piccoli sulla costa tirrenica interdipendenti con il capoluogo per quanto riguarda i servizi come ad esempio: Bagheria (che supera i 50.000 abitanti), Cefalù e soprattutto Termini Imerese, che è un punto di riferimento per tutti i comuni dell'area orientale.

### Lingue e dialetti
Nel Palermitano è parlata, oltre alla lingua italiana, la lingua siciliana, come in tutta la regione, anche se nella variante territoriale del gruppo occidentale. Quest'ultima presenta anche caratteristiche e peculiarità proprie ed  è tra le varianti più note del siciliano. Il dialetto palermitano si trova a sud di una isoglossa importante che passando poco a nord di Cosenza continuando fino a nord di Taranto, divide il meridionale mediano da quello estremo, cui appunto appartiene il gruppo siciliano.
Essa si distingue, fra l'altro, per particolari fenomeni fonetici come l'assimilazione della liquida ralla n o alla m nei gruppi consonantici rm o rn, come nelle parole Palermu, Palermo (letta Paliemmu) e nfernu, inferno (letta nfiennu); la dittongazione di e in fine di sillaba (in sillaba aperta) è un fenomeno analogo a quello dell'antico toscano, poi ereditato dall'italiano in parole come lieve (Lat. levis) e buono (lat. bonum).
Nella zona di Piana degli Albanesi, Contessa Entellina e Santa Cristina Gela si parla invece la lingua albanese nella sua variante antica del moderno albanese d'Albania: si tratta di area alloglotta di cui la cittadina di Piana degli Albanesi costituisce il centro della maggiore comunità albanese della Sicilia, gruppo etnico-linguistico che si è mantenuto abbastanza compatto nel corso dei secoli (dal XV secolo). Vi sono, inoltre, altre due comunità di provenienza albanese, Mezzojuso e Palazzo Adriano, in cui la lingua d'origine si parla oggi in maniera minore. La città metropolitana di Palermo si colloca dunque tra i territori del Meridione d'Italia con le maggiori concentrazioni della popolazione di stirpe arbëreshe.

### Legalità
La legalità nel territorio rientra negli standard nazionali, con indici di criminalità diffusa e minorile minori della media nazionale delle maggiori città, ma con
maggiori indici di criminalità organizzata, dovute ad organizzazioni mafiose radicate da tempo in vasti strati della società.

#### Mafia
La criminalità organizzata è il più grave fenomeno di sub-cultura che si manifesta nell'area, che è infatti tristemente nota nel mondo per la presenza di Cosa Nostra, la potente mafia siciliana che ha a Palermo la sua maggiore sede operativa.
Le radici storiche della criminalità in Sicilia, con particolare riferimento a Palermo e nel resto della città metropolitana, sono profondamente legate al brigantaggio, per difendersi dal quale i proprietari terrieri assunsero i primi mafiosi, scagnozzi che tenevano lontani i briganti dalle campagne. Queste sette furono denunciate all'opinione pubblica internazionale con la commedia di successo scritta nel 1863 da Giuseppe Rizzotto, I mafiusi de la Vicaria, ambientata nelle grandi carceri palermitane. L'intreccio tra la mafia e i possidenti terrieri rimase saldissimo, ma quel che è peggio è che lo stesso Stato si appoggiò a Cosa Nostra per scongiurare e reprimere eventuali rivolte in Sicilia, sia con Crispi che sotto i primi anni di Mussolini. Quest'ultimo, tuttavia, promosse una feroce campagna di sradicamento della mafia, e nel Ventennio fascista scattarono centinaia e centinaia di arresti e furono indetti innumerevoli processi, talvolta senza neanche prove, che di fatto paralizzarono i tentacoli della Piovra. Ma la polizia fascista fu tanto accanita da suscitare il malcontento popolare nei confronti dello Stato, che rimane tutt'oggi il principale bastone che sorregge la Mafia dei padrini. Finita questa parentesi, Cosa Nostra tornò nel più pieno vigore, grazie anche allo Sbarco degli Alleati, specie durante il cosiddetto Sacco di Palermo, quando oltre 3.000 licenze edilizie furono concesse in città alle stesse 5 persone, invero prestanome asserviti ai più potenti boss con la distruzione di alcune meravigliose ville liberty del centro di Palermo, rimpiazzate da palazzi.
Fino agli '70 la mafia era totalmente immune da ogni processo (perfino i due super-boss Bernardo Provenzano e Salvatore Riina, entrambi corleonesi, furono assolti a Bari per insufficienza di prove), ma negli '80 con lo stragismo della seconda guerra di mafia, lo Stato cominciò ad assestarle i primi duri colpi, che culminarono nei famosi maxiprocessi di Palermo che tra le conseguenze ebbero l'uccisione dei giudici in prima fila nella lotta ai padrini, Giovanni Falcone e Paolo Borsellino, ribattezzate come l'attacco allo Stato. Ma Roma, a seguito di queste stragi mafiose, inviò l'esercito sull'isola, che fu raggiunta da ben 20.000 soldati per ben 6 anni, col compito di presidiare tutti gli obiettivi sensibili. Fu arrestato in quel periodo Totò Riina, mentre l'11 aprile 2006 venne acciuffato a Corleone il boss assoluto, Provenzano.
Ancora oggi la mafia, nonostante i continui attacchi inferti dallo Stato, pare gestisca un enorme giro d'affari, che l'Eurispes ha quantificato in 13 miliardi di euro annui.

### Qualità della vita
| Anno | Qualità della Vita (Sole 24 Ore) | Qualità della Vita (Italia Oggi) | Rapporto Ecosistema Urbano (Legambiente) |
| ---- | -------------------------------- | -------------------------------- | ---------------------------------------- |
| 2008 | 101º (-9)                        | 93º (-2)                         | 89° (+1)                                 |
| 2009 | 102º (-1)                        | 99º (-6)                         | 90° (+1)                                 |
| 2010 | 101º (+1)                        | 84º (+15)                        | 101° (-11)                               |
| 2011 | 102° (-1)                        | 89° (-5)                         | 101° (=)                                 |
| 2012 | 99° (+3)                         | 94° (-5)                         | 101° (=)                                 |
| 2013 | 106° (-7)                        | 100° (-6)                        | 97° (+4)                                 |
| 2014 | 95° (+11)                        | 95° (+5)                         | 96° (+1)                                 |
| 2015 | 106° (-11)                       | 105° (-10)                       | 102° (-6)                                |
| 2016 | 99° (+7)                         | 104° (+1)                        | 102° (=)                                 |
| 2017 | 97° (+2)                         | 106° (-2)                        | 101° (+1)                                |
| 2018 | 87° (+10)                        | 106° (=)                         | 100° (+1)                                |
| 2019 | 98° (-11)                        | 98° (+8)                         | 100° (=)                                 |
| 2020 | 89° (+9)                         |                                  | 103° (-3)                                |
| 2021 |                                  |                                  | 105° (-2)                                |

Per quanto la percezione del crimine sia elevato Palermo risulta essere al 49º posto nel Crime Index europeo al di sotto di Milano, Torino e Roma.

### Folklore e tradizioni popolari

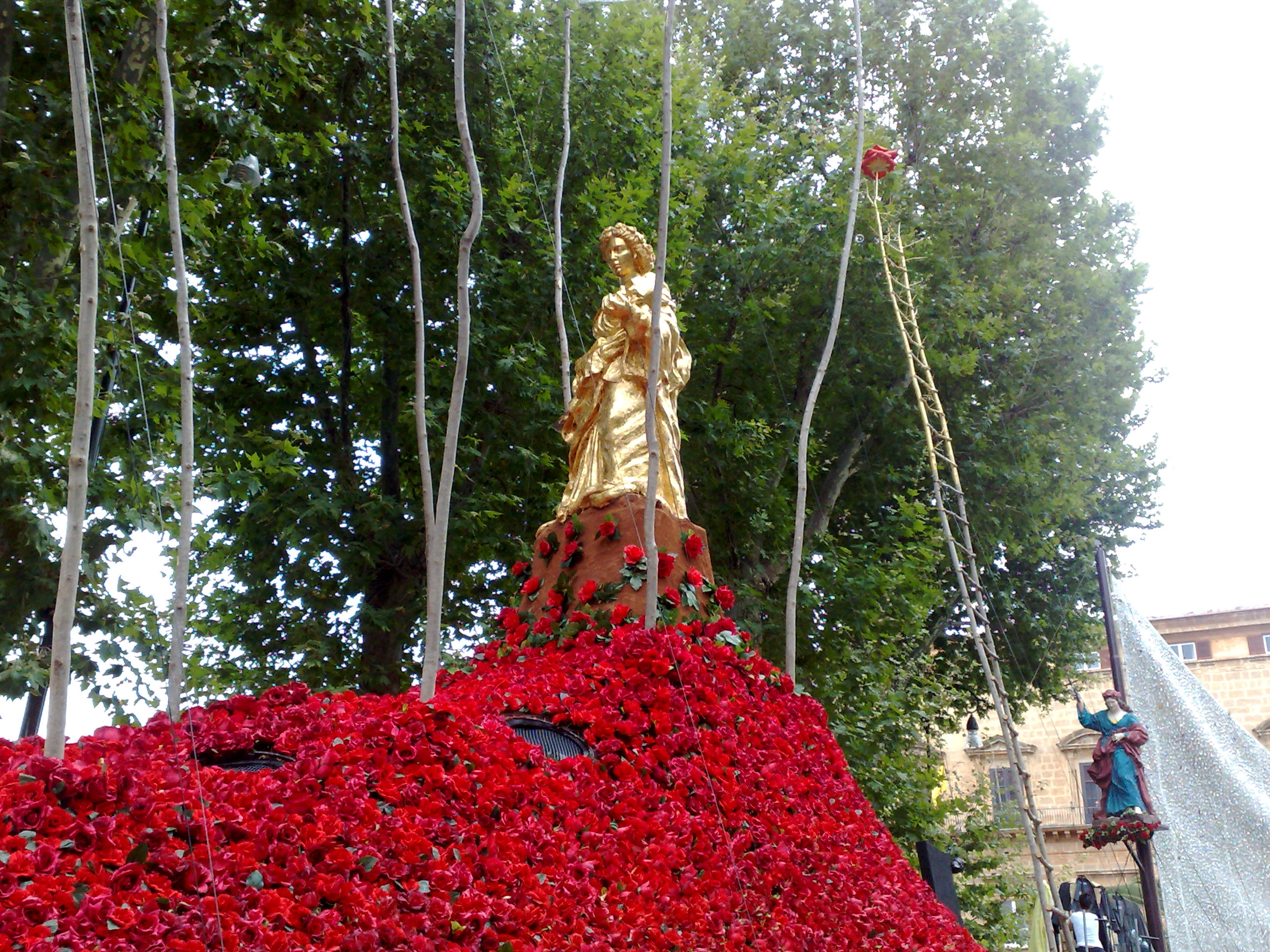
Il carro trionfale, colmo di rose, fatto sfilare per le vie di Palermo durante la festa di Santa Rosalia del 2008

Le tradizioni popolari del Palermitano si esprimono attraverso innumerevoli usanze, feste e sagre degne di nota, alcune delle quali di richiamo internazionale, come la Festa di Santa Rosalia a Palermo. Tra i principali appuntamenti si ricordano:
| Periodo                    | Ricorrenza                                                          | Città                |
| -------------------------- | ------------------------------------------------------------------- | -------------------- |
| 6 gennaio                  | Epifania secondo la liturgia di rito greco-bizantino                | Piana degli Albanesi |
| Febbraio                   | Sfilata carri allegorici ed eventi del Carnevale delle Madonie      | Castellana Sicula    |
| Febbraio                   | Sfilata carri allegorici ed eventi del Carnevale di Termini Imerese | Termini Imerese      |
| Venerdì santo              | Rito della Cerca                                                    | Collesano            |
| Domenica di Pasqua         | Ballo dei diavoli                                                   | Prizzi               |
| Settimana santa            | Riti pasquali                                                       | Tutti i comuni       |
| 25 aprile                  | Sagra del carciofo                                                  | Cerda                |
| 1/3 maggio                 | Festa del SS. Crocifisso                                            | Monreale             |
| 2 luglio                   | Festa patronale Maria SS. delle Grazie                              | Alia                 |
| 14/15 luglio               | Festa di santa Rosalia                                              | Palermo              |
| 25/27 luglio               | Festa di sant'Anna                                                  | Castelbuono          |
| 2/6 agosto                 | Festa del Santissimo Salvatore della Trasfigurazione                | Cefalù               |
| Agosto (metà)              | Giochi medievali                                                    | Castelbuono          |
| 18 agosto                  | Festa del santo patrono                                             | Valledolmo           |
| Agosto (seconda settimana) | Sagra della Spiga                                                   | Gangi                |
| Agosto (metà)              | Festa della Madonna della Luce                                      | Cefalù               |
| Agosto (terza domenica)    | Ballo della cordella                                                | Petralia Sottana     |
| 6/7/8 settembre            | Festa della Madonna della Milicia                                   | Altavilla Milicia    |
| 12/13/14 settembre         | Festa del SS Crocifisso                                             | Carini               |

## Cultura

### Università e istruzione

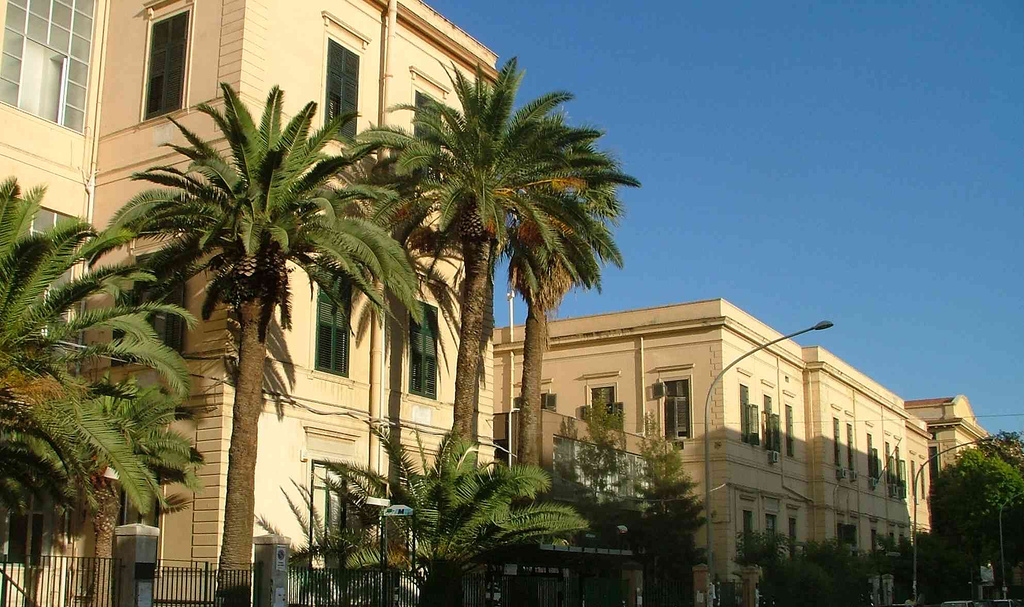
Facoltà di scienze dell'Università di Palermo

Nella città metropolitana si trova l'Università degli studi di Palermo, il penultimo ateneo fondato in Sicilia in ordine cronologico e con 42.975 studenti risulta essere l'undicesimo per numero di iscritti in Italia. L'Università palermitana è suddivisa in 12 facoltà, e, oltre alle sedi presenti nel capoluogo, ha 9 sedi distaccate in tutta la Sicilia, di cui 3 sono in comuni della città metropolitana (Castelbuono, Cefalù e Petralia Sottana).
L'istruzione secondaria è anch'essa ampiamente assicurata non solo nel capoluogo, ma altresì in molti comuni dell'hinterland, come Bagheria o Termini Imerese, che svolgono un ruolo di punto di riferimento per moltissimi piccoli centri circostanti.

### Monumenti nazionali

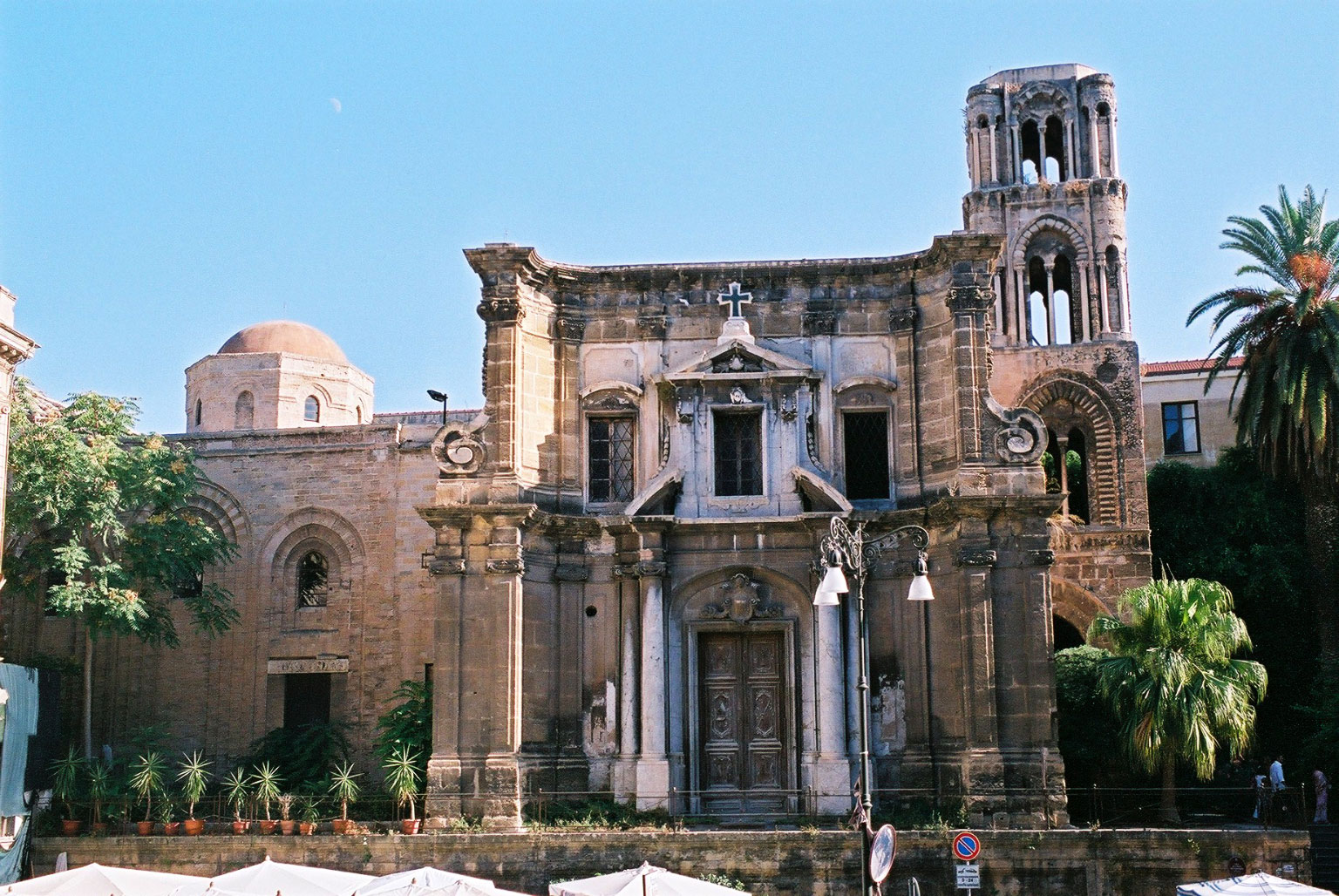
La chiesa della Martorana a Palermo, monumento nazionale

Nel Palermitano vi sono 6 monumenti nazionali della Repubblica Italiana.

#### Monumenti nazionali a Palermo
- Chiesa della Martorana (r.d. del 15/08/1869)
- Chiesa di San Giovanni degli Eremiti (r.d. del 15/08/1869)
- Chiesa di Santa Maria Maddalena (r.d. n. 462 del 14/07/1891)
- Palazzo dei Normanni e Cappella Palatina

#### Monumenti nazionali a Monreale
- Chiesa Cattedrale (r.d. n. 1282 del 20/10/1942)

#### Monumenti nazionali a Termini Imerese
- Resti e tempio di Himera (r.d. n. 639 del 28/12/1905)

### Architetture civili

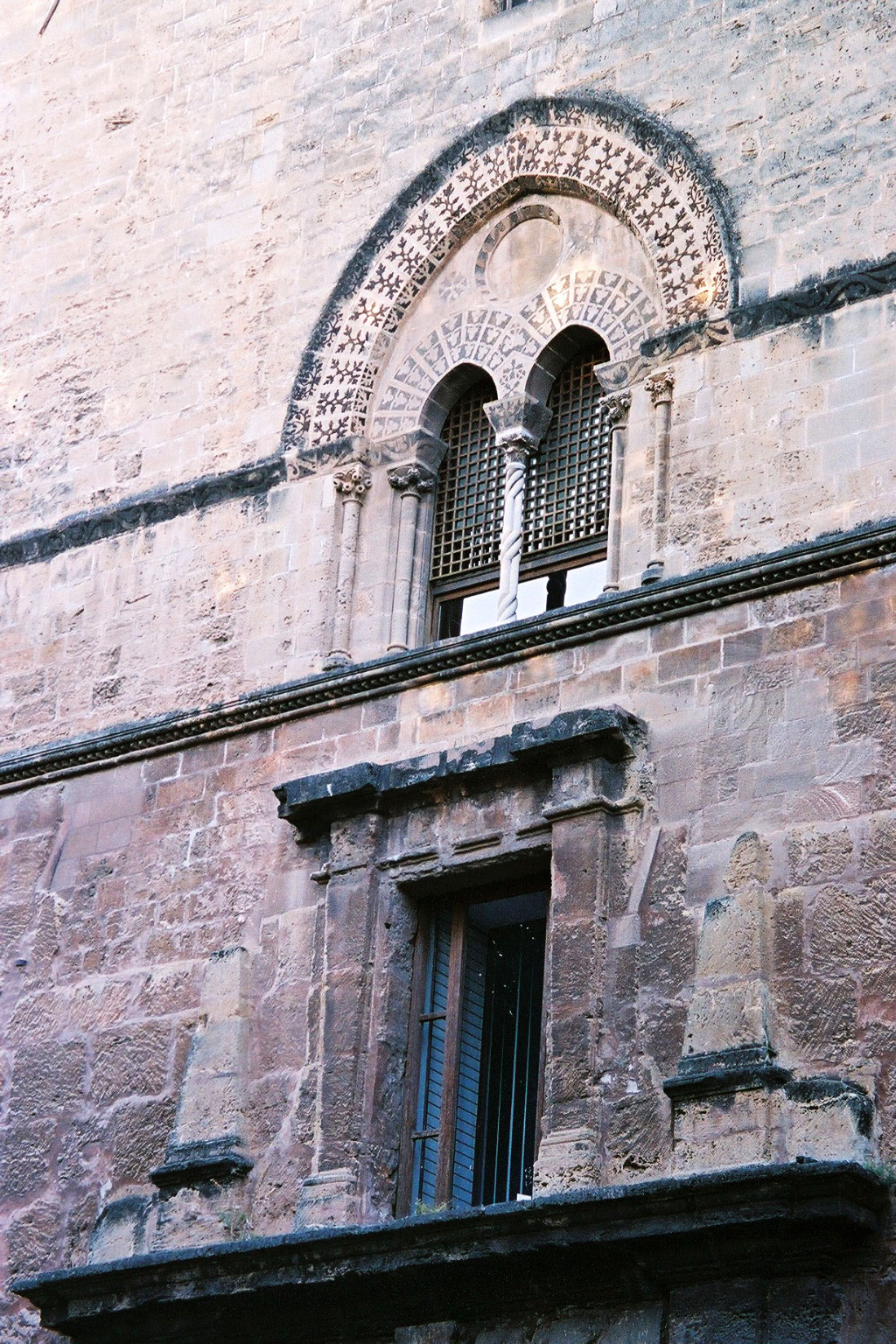
Bifora al Palazzo Chiaramonte-Steri di Palermo

Il territorio metropolitano è assai ricco di castelli, fortilizi e architetture civili di grande interesse, sparsi in tutto il territorio.

#### Castelli a Palermo
- Palazzo dei Normanni
- Palazzo Chiaramonte-Steri
- Porta Nuova
- Palazzo Sclafani,
- Palazzo Aiutamicristo
- Palazzo Abatellis
- Torre Amari di Mondello
- Torre del Fico d'India di Mondello
- Torre della Tonnara di Mondello
- Castello a Mare (Palermo)
- Castello di Maredolce

#### Castelli nei comuni della città metropolitana
- Torre Normanna di Altavilla Milicia
- Castello di Caccamo
- Castello di Carini
- Castello di Castelbuono
- Castello di Cefalà Diana
- Castello di Cefalù
- Castello Beccadelli di Marineo
- Castello dell'Emiro di Misilmeri
- Castello di Partinico
- Castello di Termini Imerese
- Castello di San Nicola l'Arena

#### Altri edifici
- Terme arabe di Cefalà Diana

### Musei

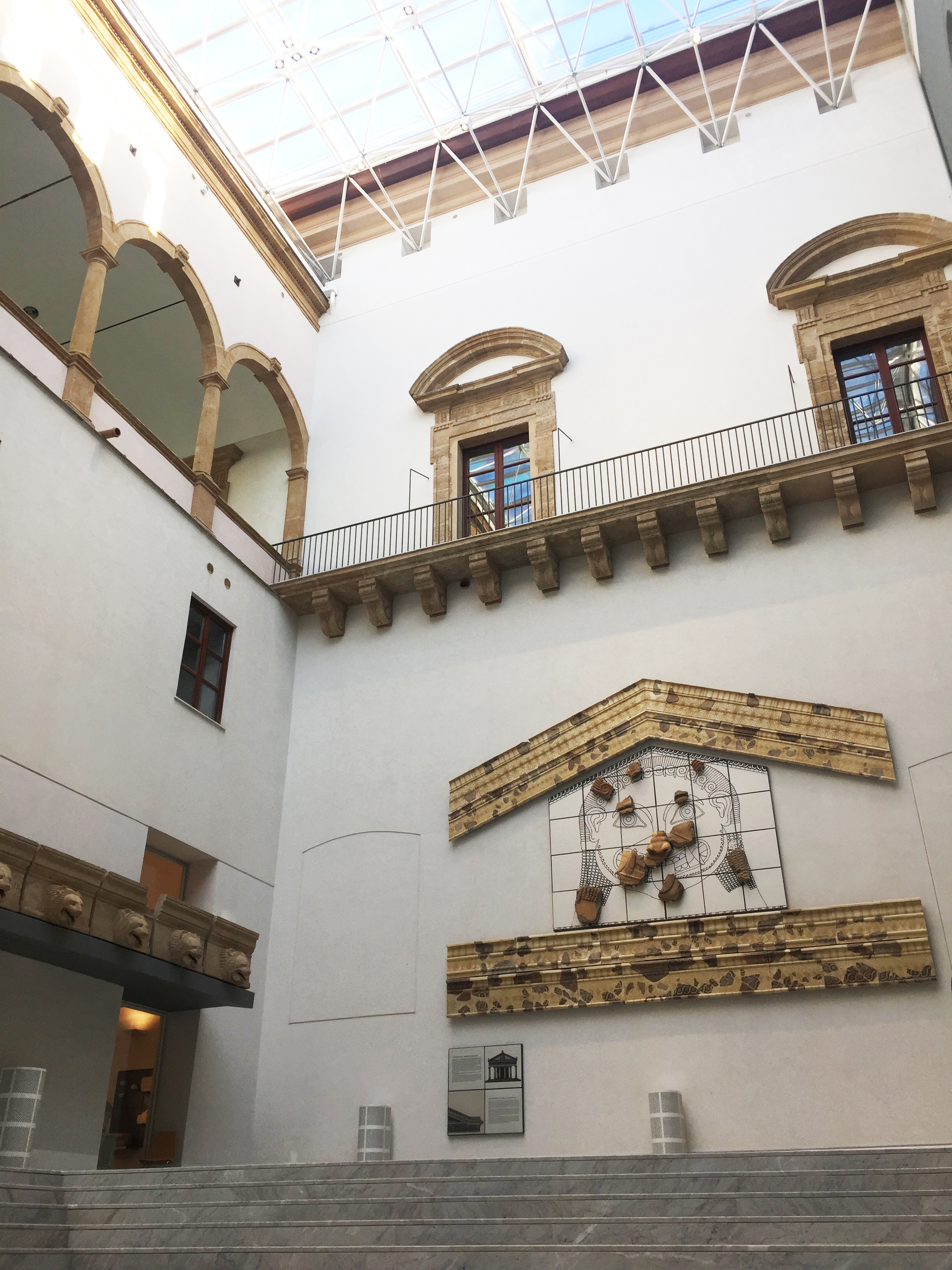
Museo archeologico regionale di Palermo

Numerosi sono i musei nella sola città di Palermo:
- Museo archeologico regionale "Antonio Salinas"
- Galleria d'arte moderna "Sant'Anna"
- Galleria regionale della Sicilia "Palazzo Abatellis"
- Museo d'arte e archeologia "Ignazio Mormino"
- Museo d'arte moderna e contemporanea di palazzo Belmonte Riso
- Museo etnografico siciliano "Giuseppe Pitrè"
- Museo di paleontologia e geologia "Gaetano Giorgio Gemmellaro"
- Museo internazionale delle marionette "Antonio Pasqualino"
- Palazzo Mirto
- Palazzo Sant'Elia
- Orto botanico
- Museo dell'istituto di zoologia "Pietro Doderlein"
- Museo della radiologia
- Museo del Risorgimento "Vittorio Emanuele Orlando"
- Museo d'arte islamica
- Tesoro della cattedrale
- Tesoro della Cappella Palatina
- Museo diocesano
- Palazzo Ziino
- Museo del gioiello siciliano e delle arti minori
- Museo del mare - Arsenale di Palermo
- Museo dell'osservatorio astronomico di Palermo "Giuseppe S. Vaiana"
- Museo del giocattolo "Pietro Piraino"
- Museo del costume "Raffaele Piraino"

Nel resto della città metropolitana, si segnalano i seguenti musei:
- Museo archeologico Hippana, Prizzi
- Museo etno-antropologico, Prizzi
- Museo dei quadretti votivi della Madonna della Milicia, Altavilla Milicia
- Civico museo antropologico di Balestrate, Balestrate
- Museo civico di Bisacquino, Bisacquino
- Casa museo di Bolognetta, Bolognetta
- Museo civico di Castelbuono, Castelbuono
- Museo naturalistico Francesco Minà Palumbo, Castelbuono
- Museo Mandralisca, Cefalù
- Museo civico "Monsignor Filippo Meli", Ciminna
- Antiquarium comunale di Contessa Entellina, Contessa Entellina
- Museo civico di Gangi, Gangi
- Museo delle Madonie, Geraci Siculo
- Museo etno-antropologico "Godranopoli", Godrano
- Galleria d'arte "G. Sciortino", Monreale
- Tesoro del duomo di Monreale, Monreale
- Museo civico etno-antropologico "Nicola Barbato", Piana degli Albanesi
- Museo Eparchiale e Museo del Collegio di Maria, Piana degli Albanesi
- Antiquarium di Partinico, Partinico
- Museo civico "A.Collisani", Petralia Sottana
- Museo del Centro di documentazione etnografica "U 'parmintieddu", Petralia Sottana
- Museo del territorio "F. R. Fazio", Roccapalumba
- Museo civico Jatino, San Cipirello
- Antiquarium di Solunto, Santa Flavia
- Museo civico "B. Romano", Termini Imerese
- Museo civico di Terrasini, Terrasini

### Architetture religiose
Le maggiori chiese a Palermo sono:
- Cattedrale di Palermo

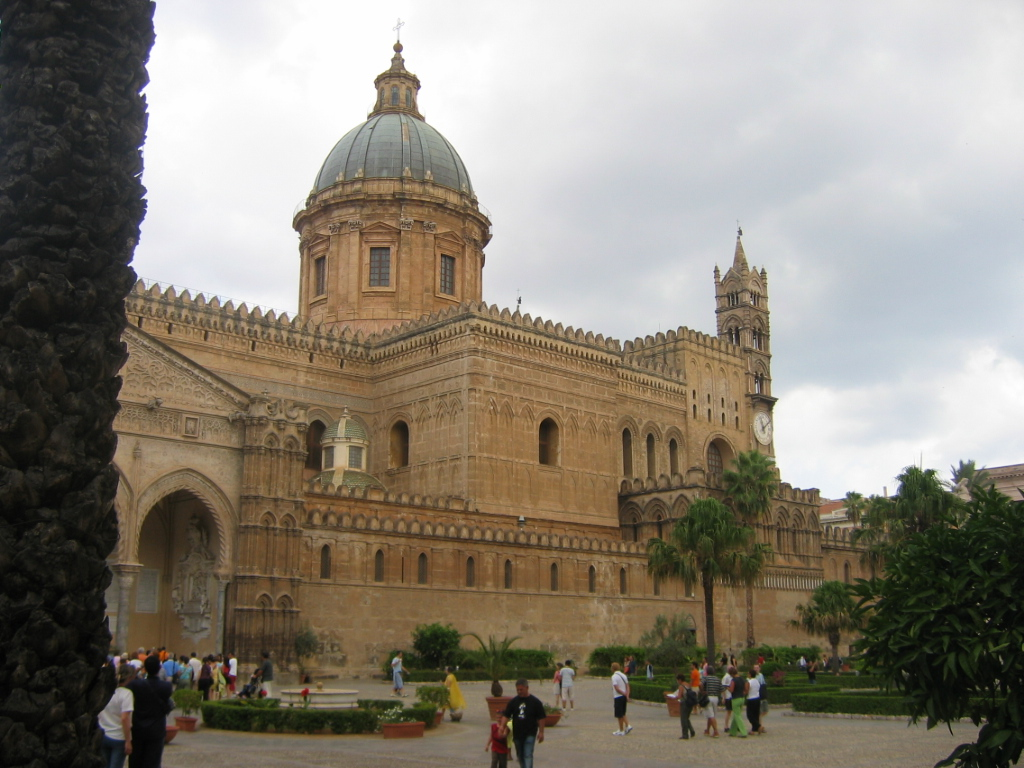
La cattedrale di Palermo

- Chiesa di San Giovanni dei Lebbrosi
- Chiesa di San Cataldo
- Chiesa di San Giuseppe dei Teatini
- Chiesa del Carmine
- Chiesa di Santa Teresa alla Kalsa
- Chiesa di San Nicolò dei Greci alla Martorana
- Chiesa di San Giovanni degli Eremiti
- Chiesa di Sant'Ignazio all'Olivella
- Basilica La Magione
- Chiesa di Santa Caterina
- Chiesa di San Francesco d'Assisi
- Chiesa di Santa Cita
- Oratorio di San Lorenzo
- Oratorio del Rosario di San Domenico
- Chiesa di Santa Maria dello Spasimo
- Chiesa di Santa Maria della Catena
- Chiesa di Sant'Agostino
- Chiesa della Gancia
- Chiesa del Gesù detta Casa Professa
- Chiesa all'interno della grotta di Santa Rosalia.

Nel resto della città metropolitana:
- Duomo di Cefalù
- Duomo di Monreale, Monreale
- San Giovanni Battista, Misilmeri
- Chiesa di Maria Santissima Assunta Matrice Vecchia, Castelbuono
- Chiesa madre di Carini
- Chiesa madre di Partinico
- Santuario della Madonna della Milicia, Altavilla Milicia
- Santuario Maria SS. delle Grazie, Alia

### Teatri

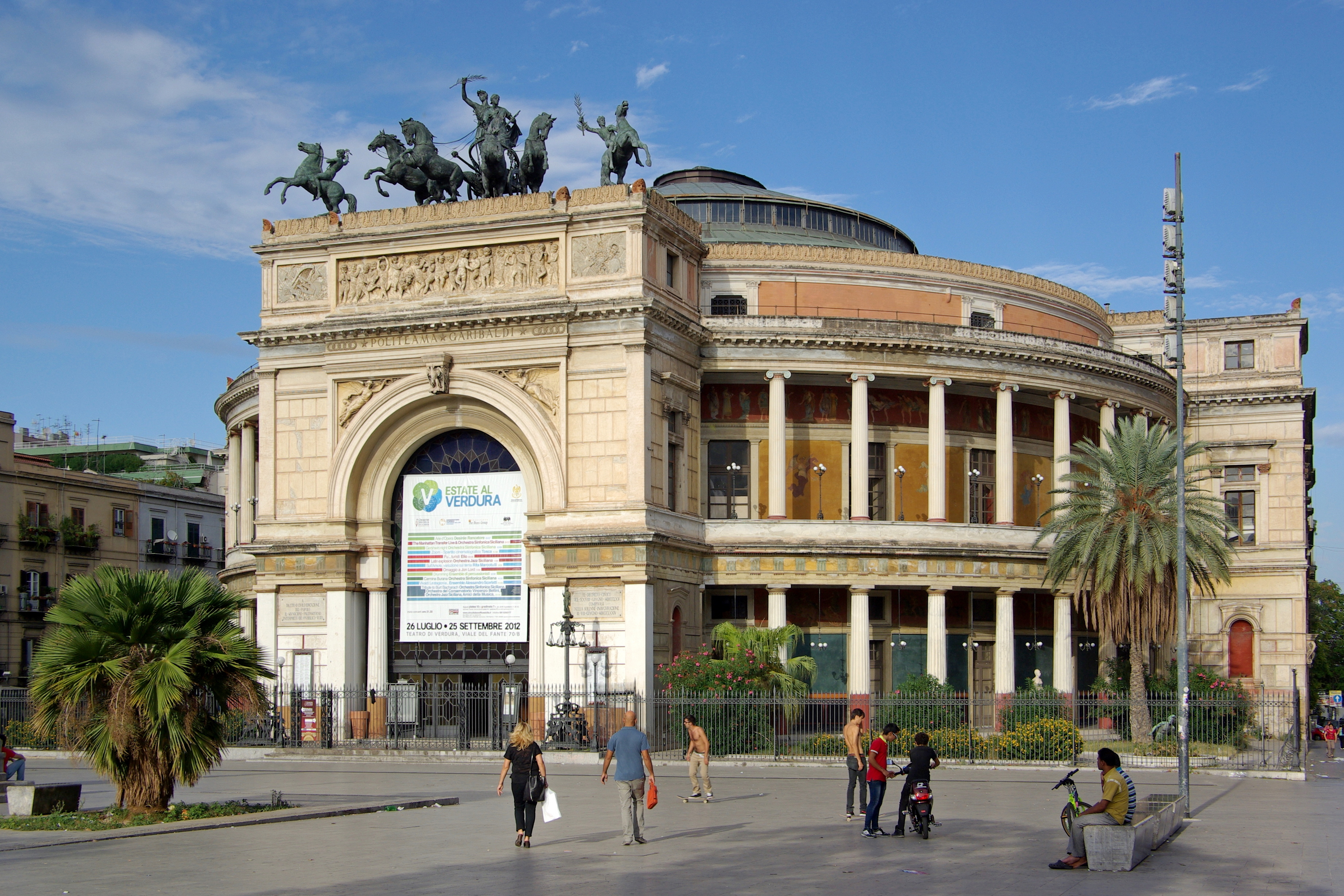
Facciata del Politeama

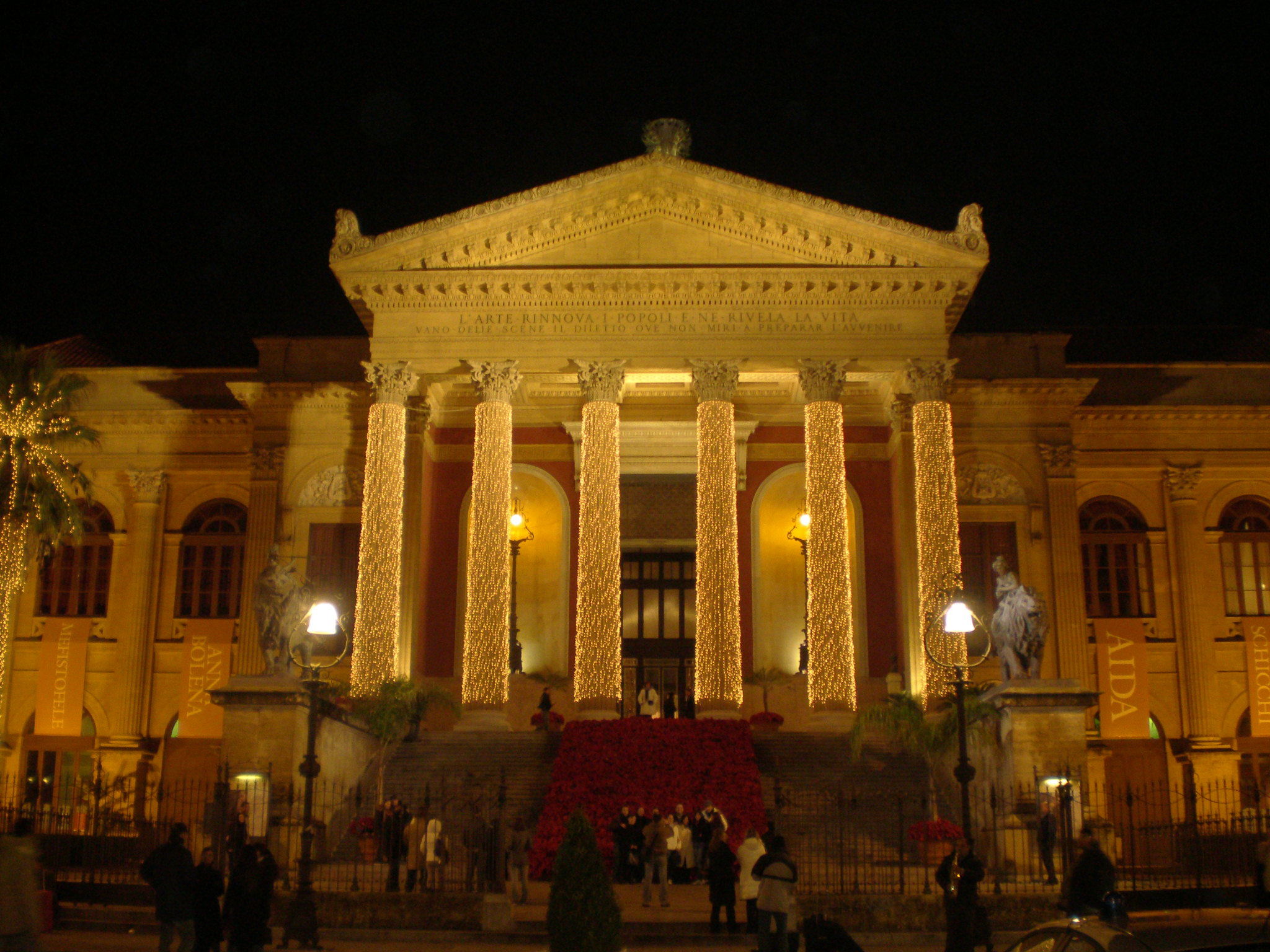
Le colonne del Massimo luminose durante il natale

Palermo è una città ricca di teatri, di cui due rivestono un'importanza storica per il loro prestigio non solo culturale ma anche architettonico: il Teatro Massimo è esso il più grande teatro d'Italia e uno dei più grandi teatri lirici d'Europa (il terzo per dimensioni dopo l'Opéra National de Paris e Staatsoper a Vienna) ed è famoso nel mondo per l'acustica perfetta con la sua sala a ferro di cavallo.
Il Teatro Politeama sorge nella Piazza Castelnuovo, conosciuto per i suoi affreschi esterni neoclassici di gusto pompeiano, ha ampi Archi di Trionfo in stile neoclassico e una copertura in ferro battuto, con gruppi bronzei di cavalli rampanti posti all'ingresso dell'edificio. È il secondo teatro della città per grandezza.
Peculiare è il teatro dei pupi, protetto dall'Unesco in quanto patrimonio orale e immateriale dell'umanità: nella città metropolitana, e specialmente a Palermo e Cefalù, vi sono alcuni dei più celebri maestri pupari siciliani, appartenenti alla scuola palermitana che, a differenza di quella catanese, produce pupi di minor dimensione ma molto più agili e pertanto assai più spettacolari.

### Cinema e letteratura
Nel Palermitano sono stati ambientati numerosi film e libri, tra cui si ricordano i seguenti.
| Film |
| Film ambientati a Palermo: - Il Gattopardo di Luchino Visconti (1963) - Baciamo le mani di Vittorio Schiraldi (1973) - Cento giorni a Palermo di Giuseppe Tornatore e Giuseppe Ferrara (1983) - Mery per sempre di Marco Risi (1988) - Ragazzi fuori di Marco Risi (1990) - Dimenticare Palermo di Francesco Rosi (1990) - Porte aperte di Gianni Amelio (1990) - Johnny Stecchino di Roberto Benigni (1991) - Palermo Milano - Solo andata di Claudio Fragasso (1995) - Lo zio di Brooklyn di Daniele Ciprì e Franco Maresco (1995) - Tano da morire di Roberta Torre (1997) - Totò che visse due volte di Daniele Ciprì e Franco Maresco (1998) - L'attentatuni, di Claudio Bonivento (2001) - Il ritorno di Cagliostro di Daniele Ciprì e Franco Maresco (2003) - Gli angeli di Borsellino di Rocco Cesareo (2003) - Alla luce del sole di Roberto Faenza (2005) - Miracolo a Palermo di Beppe Cino (2005) - La Mafia è bianca di Michele Santoro, Stefano Maria Bianchi e Alberto Morazzini (2005), film-documentario - In un altro paese di Marco Turco (2006) - I cento passi di Marco Tullio Giordana (2000) - Il 7 e l'8 di Valentino Picone, Salvatore Ficarra (2007) - Ore diciotto in punto di Giuseppe Gigliorosso (2014) Film ambientati a Cefalù: - Vacanze d'amore di Jean-Paul Le Chanois (1955) - A ciascuno il suo di Elio Petri (1967) - Mario e il mago di Klaus Maria Brandauer - Nuovo Cinema Paradiso di Giuseppe Tornatore (1989) - Il regista di matrimoni di Marco Bellocchio (2005) Film ambientati a Belmonte Mezzagno: - Gelosia di Pietro Germi (1953) - Mafioso (film) di Alberto Lattuada e con Alberto Sordi (1962) |
| Libri |
| Libri ambientati a Palermo: - Il Gattopardo di Giuseppe Tomasi di Lampedusa (1957) - Dimenticare Palermo di Edmonde Charles-Roux - La diceria dell'untore di Gesualdo Bufalino - I Beati Paoli di Luigi Natoli - Coriolano della Floresta di Luigi Natoli - Calvello il bastardo di Luigi Natoli - La vecchia dell'aceto di Luigi Natoli - Lo Spasimo di Palermo di Vincenzo Consolo - Guida ai misteri e piaceri di Palermo di Pietro Zullino (1972) - Baciamo le mani di Vittorio Schiraldi - La ragazza di Palermo di Patrizia Giglia - I delitti di via Medina-Sidonia di Santo Piazzese (1996) - La doppia vita di M.Laurent di Santo Piazzese (1998) - Il soffio della valanga di Santo Piazzese (2002) - Palermo è una cipolla di Roberto Alajmo (2006) - Maqeda di Salvo Sottile (2007) - Il principe Mago di Bent Parodi (2013) - Blues di mezz'autunno di Santo Piazzese (2013) Libri ambientati a Cefalù: - Il sorriso dell'ignoto marinaio di Vincenzo Consolo (1976) - Nottetempo, casa per casa di Vincenzo Consolo (1992) Libri ambientati a Bagheria: - Bagheria di Dacia Maraini (1993) |

### Gastronomia
La cucina palermitana è ricca e variegata. Tra i primi piatti, specialità locali sono la pasta con le sarde, gustosa pietanza a base di pesce, la pasta con la mollica, pasta cotta al forno e condita di "mollica" (pangrattato) fritta ed altri aromi, la caponata di melanzane, ottima pietanza vegetariana. Un posto a parte merita il famoso pani ca' meusa (pane con milza), icona alimentare della città, saporitissimo panino ripieno di milza fresca, che spopola tra le bancarelle dell'intera area. I secondi più diffusi sono il maiale, il castrato e la sasizza, vale a dire la particolarissima salsiccia che si produce in molte località, tra cui spicca Altavilla Milicia. Originali sono gli spiedini alla palermitana, eccezionali involti di carne di vitello farciti di pangrattato, uva passa, pinoli, formaggio, con aggiunta di alloro e cipolla. Famose anche le sarde a beccafico, preparate con pangrattato, limone e pinoli. Palermo è internazionalmente nota anche per lo sfincione, sorte di superbe "pizze" condite con pomodoro, pangrattato e cipolla, ma soprattutto per le panelle, inimitabili impasti di farina di ceci fritti con cui si imbottisce il pane: le friggitorie ambulanti ne sono piene zeppe. Ovunque sono presenti le arancine. Ancora, la vastissima pasticceria vanta la frutta di martorana (dal nome del monastero palermitano), pasta di mandorle colorata e modellata con le forme di personaggi o animali secondo la tradizione pasquale; la nota Cassata, torta in pan di Spagna rivestita di glassa e canditi; il gelo di melone, sorta di gelatina ricavata dall'anguria; refrigeranti e tipicissime sono le granite al limone.

## Comuni metropolitani
Di seguito gli 82 comuni metropolitani che formano la città metropolitana di Palermo:
- Alia
- Alimena
- Aliminusa
- Altavilla Milicia
- Altofonte
- Bagheria
- Balestrate
- Baucina
- Belmonte Mezzagno
- Bisacquino
- Blufi
- Bolognetta
- Bompietro
- Borgetto
- Caccamo
- Caltavuturo
- Campofelice di Fitalia
- Campofelice di Roccella
- Campofiorito
- Camporeale
- Capaci
- Carini
- Castelbuono
- Casteldaccia
- Castellana Sicula
- Castronovo di Sicilia
- Cefalà Diana
- Cefalù
- Cerda
- Chiusa Sclafani
- Ciminna
- Cinisi
- Collesano
- Contessa Entellina
- Corleone
- Ficarazzi
- Gangi
- Geraci Siculo
- Giardinello
- Giuliana
- Godrano
- Gratteri
- Isnello
- Isola delle Femmine
- Lascari
- Lercara Friddi
- Marineo
- Mezzojuso
- Misilmeri
- Monreale
- Montelepre
- Montemaggiore Belsito
- Palazzo Adriano
- Palermo
- Partinico
- Petralia Soprana
- Petralia Sottana
- Piana degli Albanesi
- Polizzi Generosa
- Pollina
- Prizzi
- Roccamena
- Roccapalumba
- San Cipirello
- San Giuseppe Jato
- San Mauro Castelverde
- Santa Cristina Gela
- Santa Flavia
- Sciara
- Scillato
- Sclafani Bagni
- Termini Imerese
- Terrasini
- Torretta
- Trabia
- Trappeto
- Ustica
- Valledolmo
- Ventimiglia di Sicilia
- Vicari
- Villabate
- Villafrati

## Amministrazione
È stata istituita con la legge regionale n. 15 del 4 agosto 2015 che ha contemporaneamente soppresso la Provincia regionale di Palermo. 
Il 4 gennaio 2016 il presidente della Regione nomina commissario Manlio Munafò.
Il 1º giugno 2016, in attuazione della legge regionale 17 maggio 2016 n. 8, che all'art. 23 ha modificato la l.r. 15/2015, il sindaco del comune di Palermo Leoluca Orlando, diviene automaticamente sindaco della città metropolitana, insediandosi il 7 giugno, mentre Munafò resta commissario per le funzioni del consiglio metropolitano. Maria Elena Volpes ha sostituito Munafò il 27 luglio 2016.
Le prime elezioni per il consiglio sono state indette per il 25 settembre 2016, ma poi rinviate.
Un Decreto del Presidente della Regione Siciliana ha indetto le elezioni in Sicilia per il giorno di domenica 27 aprile 2025 dei "Presidenti e dei Consigli dei liberi Consorzi comunali di Agrigento, Caltanissetta, Enna, Ragusa, Siracusa e Trapani nonché dei Consigli Metropolitani di Palermo, Catania e Messina".
Il 27 aprile 2025 si sono tenute le elezioni di secondo livello per eleggere il primo Consiglio Metropolitano, composto da 18 consiglieri, nell'ambito delle Elezioni del Consiglio Metropolitano 2025.

### Sindaci metropolitani
| Nº  | Nº | Ritratto | Nome              | Mandato          | Mandato          | Partito             | Carica                    |
| Nº  | Nº | Ritratto | Nome              | Inizio           | Fine             | Partito             | Carica                    |
| --- | -- | -------- | ----------------- | ---------------- | ---------------- | ------------------- | ------------------------- |
| -   |    |          | Manlio Munafò     | 4 gennaio 2016   | 7 giugno 2016    | –                   | Commissario straordinario |
| 1   |    |          | Leoluca Orlando   | 7 giugno 2016    | 18 ottobre 2017  | Partito Democratico | Sindaco metropolitano     |
| -   |    |          | Girolamo Di Fazio | 18 ottobre 2017  | 26 novembre 2017 | –                   | Commissario straordinario |
| (1) |    |          | Leoluca Orlando   | 26 novembre 2017 | 20 giugno 2022   | Partito Democratico | Sindaco metropolitano     |
| 2   |    |          | Roberto Lagalla   | 20 giugno 2022   | in carica        | Unione di Centro    | Sindaco metropolitano     |

## Economia

### Agricoltura, allevamento e pesca

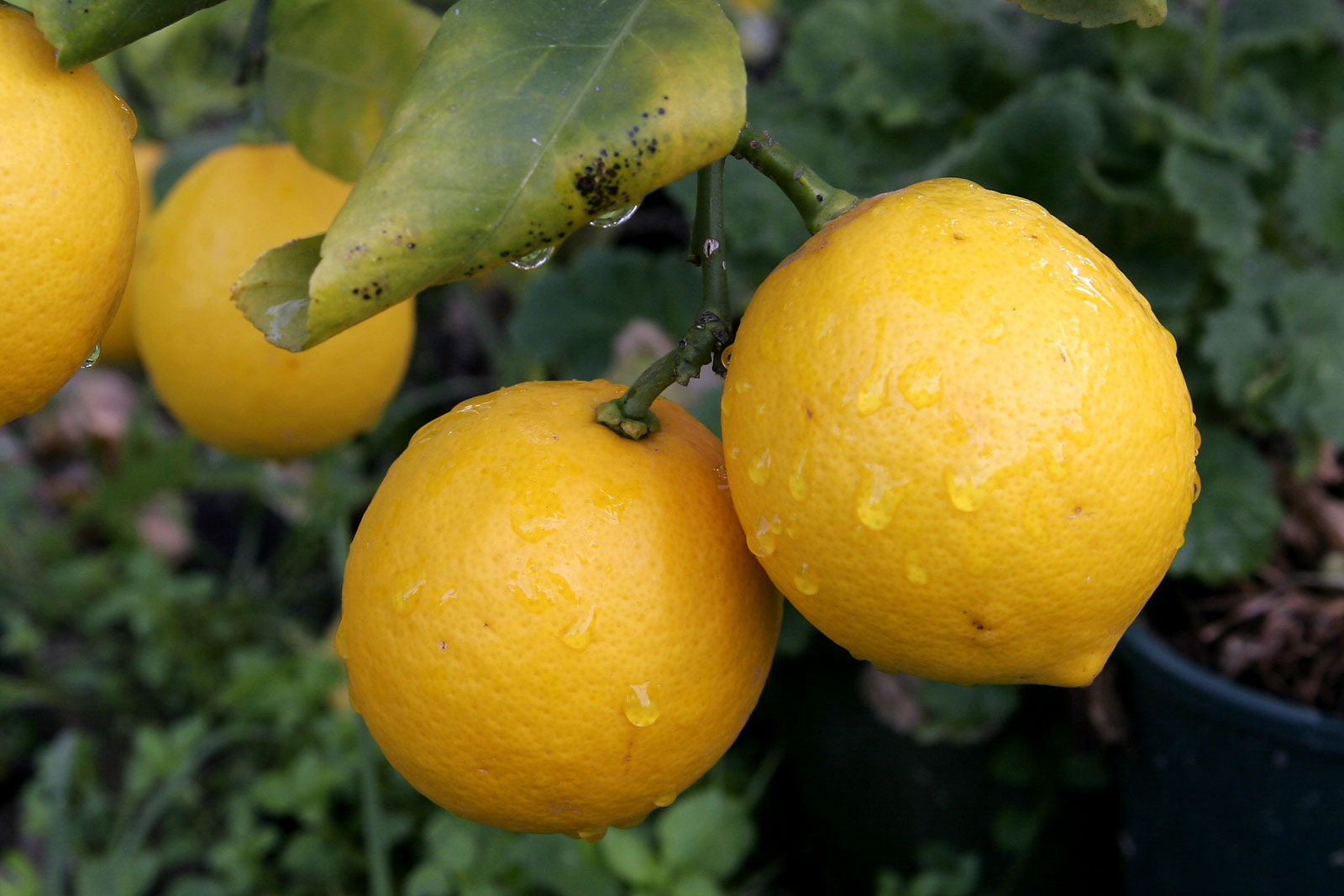
Limoni, gli agrumi più diffusi nella città metropolitana

L'agricoltura del Palermitano è fortemente sviluppata, grazie alla fertilità del suolo e al clima temperato. Il territorio è infatti uno dei maggiori produttori di limoni in Europa: l'agrume viene estesamente coltivato in vaste aree soprattutto costiere e sub-costiere.
Il limone venne introdotto nella zona dagli arabi, nel IX secolo, assieme ad altre piante come il gelso ed il carrubo, la cui diffusione risulta tuttavia inferiore.
Grande successo ha invece riscosso la produzione di cotone, settore in cui l'isola intera primeggia a livello nazionale, e in special modo dell'ulivo, che ricopre sterminate distese di campagne palermitane. Non ultima la viticoltura, principalmente sviluppata nelle colline dell'interno, che rende alcuni vini pregiati come il famoso Vino Corvo. Attività decisamente marginale è, al contrario, l'allevamento, mentre ricopre un ruolo di rilievo la pesca: anche se delle tante tonnare di un tempo resta poco più del ricordo, l'attività non ha certo cessato di essere praticata, e produce così soddisfacenti quantitativi di tonno e pesce spada.
L'agricoltura della città metropolitana conta alcune coltivazioni protette dai Presidii ed Arca del Gusto di Slow Food:
- Il mandarino tardivo di Ciaculli, coltivato nell'omonima frazione di Palermo.
- L'Eriobotrya japonica di Trabia, noto come "nespolone di Trabia".
- La rarissima lenticchia di Ustica, prodotta nel cuore dell'isola minore.
- La manna, prodotta e lavorata a Castelbuono e a Pollina, nel cuore delle Madonie.

### Industria ed energia

#### Cantieri navali

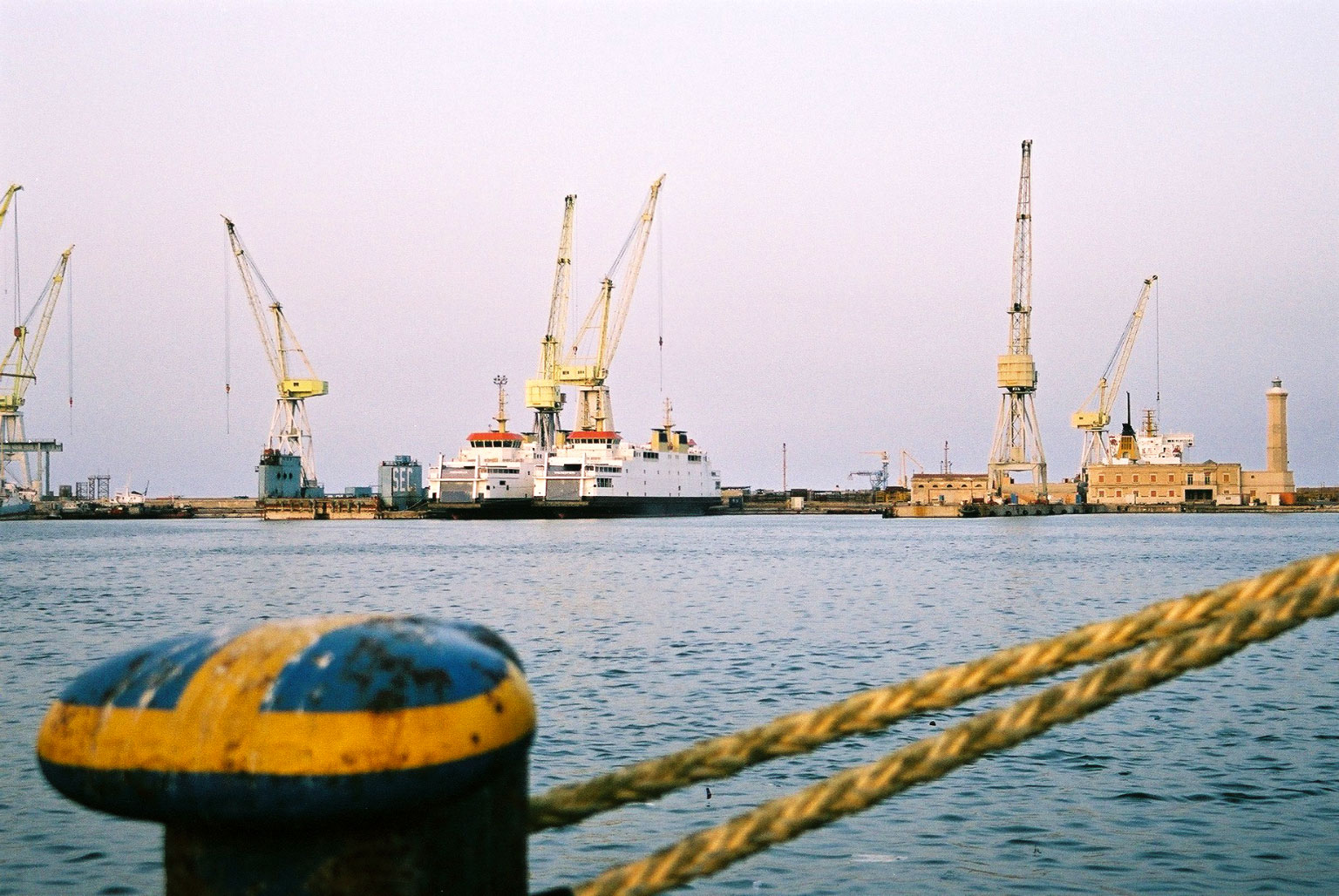
Vista del porto di Palermo con i suoi grandi cantieri navali

L'industria si incentra su alcuni poli industriali di rilievo: tra questi, i cantieri navali di Palermo, tra i più importanti del Paese a fianco di quelli di Genova, che si trovano presso il porto palermitano. Essi danno occupazione a centinaia di operai, e risultano in assoluto tra i più produttivi dell'intero bacino mediterraneo.

#### Poli industriali
Termini Imerese è un polo industriale regionale. Vi sono stati impianti a forte impatto occupazionale, il più grande lo stabilimento della FIAT . Venne fondato nel 1970 col nome di SicilFiat, perché la Regione deteneva il 40% delle azioni; pochi anni dopo queste ultime furono vendute, e la fabbrica, inizialmente dotata di soli 350 addetti, che si occupavano della produzione della Fiat 500 e della 126, si ingrandì a dismisura, fino a superare i 1.500 lavoratori con la produzione della famosa Panda. A metà degli anni ottanta, gli addetti raggiunsero le 3.200 unità senza computare l'indotto, e lo stabilimento toccò l'apice; dagli anni novanta, con le prime ristrutturazioni della fabbrica, centinaia di operai persero il lavoro e furono messi in cassa integrazione. La crisi del settore ha portato alla decisione dei vertici aziendali della chiusura definitiva dello stabilimento nel 2011.
Sempre a Termini Imerese, a 6 km dall'abitato ed adiacente all'Autostrada A19, sorge una delle maggiori centrali termoelettriche del Paese, che alimenta gran parte dell'Isola ed entrò in servizio nel 1963. All'interno dell'impianto, si trovano 3 unità termoelettriche a vapore da 110 MW ciascuna, 2 unità termoelettriche a vapore da 320 MW ciascuna e 2 unità turbogas da 120 MW ciascuna. La centrale è inoltre dotata di sale macchine e di generatori di vapore alti sia 35 m che, alcuni, 60 m.
La produzione di energia è completata da impianti di energia alternativa, quali il campo fotovoltaico di Ciminna, che si avvia a diventare il più grande d'Europa, e alcuni impianti per la produzione di energia eolica che si trovano nelle colline dell'interno.

### Commercio e servizi
Il settore terziario è abbastanza sviluppato. Nel campo del commercio, la rete di distribuzione è accentrata nel capoluogo e nei grossi comuni dell'hinterland, e si caratterizza per le medie dimensioni. Sono comunque presenti nel territorio centri commerciali di ampie dimensioni, nonché le succursali di quasi tutte le grandi catene commerciali internazionali.
Nell'ultimo anno però sono iniziati i lavori per la costruzione di quattro grandi centro commerciali, 3 a Palermo e 1 a Carini che saranno aperti al pubblico entro il 2010.
Il settore di servizi è invece assai più corposo giacché Palermo è sede di uffici regionali, metropolitani e comunali, ed assorbe gran parte della forza lavoro palermitana.

### Turismo
La città metropolitana è meta del turismo nazionale ed internazionale, poiché offre diverse attrazioni: tra le innumerevoli si menzionano particolarmente i monumenti di Palermo, città d'arte monumentale e cultura, le spiagge di Mondello, Terrasini, Campofelice di Roccella e Cefalù.

#### Turismo culturale

##### Palermo

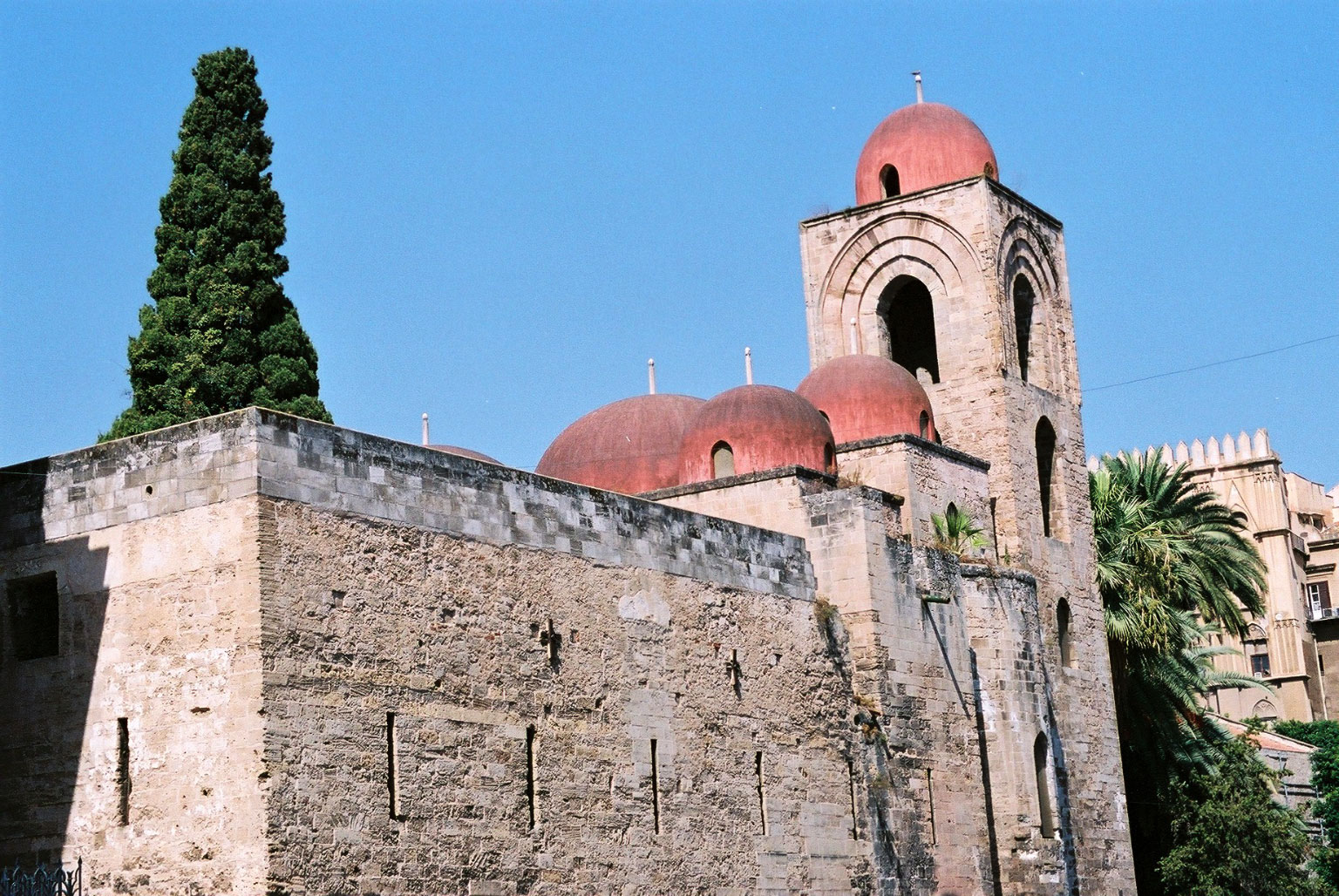
San Giovanni degli eremiti

Palermo, Monreale e Cefalù sono tre delle più belle e note città d'arte d'Italia. Il patrimonio culturale di Palermo conserva le tracce delle varie dominazioni che si sono succedute: fondata dai fenici, passata poi ai Romani, gli Arabi la resero fiorente capitale del Mediterraneo, per poi essere sconfitti dai Normanni, a cui successero gli Hohenstaufen, aragonesi, spagnoli e infine Borboni.
Oggi Palermo si presenta ricca di chiese, teatri, palazzi ed architetture di pregio. Oltre alla Cattedrale di Palermo, grandiosa opera d'arte, si noti la Chiesa di San Cataldo, in stile arabo-normanno, con le tre famose cupole rosse, accanto alla Martorana, con volte affrescate da Olivio Sozzi e Guglielmo Borremans, e mosaici nella cupola del Cristo. La Chiesa di San Giovanni degli Eremiti è un altro capolavoro arabo-normanno, con 5 cupole, campanili e raffinati arabeschi.

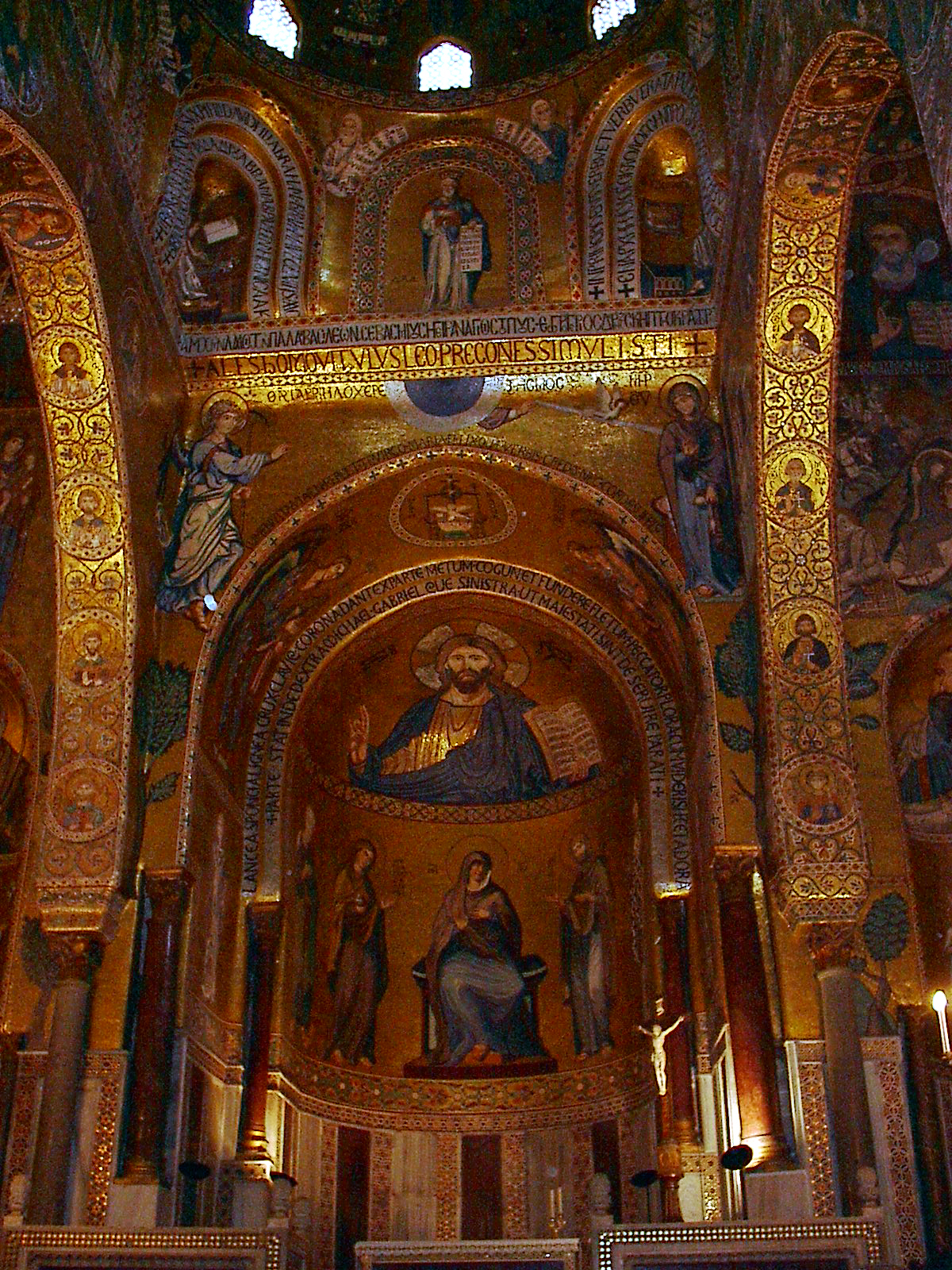
I mosaici della Cappella Palatina

Il Palazzo dei Normanni, o Palazzo reale, è il più antico della città: già reggia, è oggi sede dell'Assemblea Regionale Siciliana, il parlamento della Sicilia. L'edificio, che ha una facciata barocca ed una normanna appunto, ospita all'interno la Cappella Palatina, con mosaici in oro che ne ricoprono interamente la superficie. Attaccata al palazzo dei Normanni è la Porta Nuova, monumentale arco di trionfo. La Zisa è un altro edificio storico d'origine normanna. La città presenta inoltre affascinanti scorci barocchi come i Quattro Canti di città, quadrivio monumentale al centro della città antica, la Fontana Pretoria, il neoclassico Teatro Massimo ed il Teatro Politeama, edificio in stile neoclassico-pompeiano.

##### Cefalù
Cefalù è una cittadina 70 km ad est da Palermo, e sorge adagiata sulla costa sabbiosa ai piedi di una Rocca un tempo consacrata al culto di Diana. Inclusa nel club de I borghi più belli d'Italia, è una delle attrazioni turistiche di maggior richiamo della Sicilia, ed una delle sue icone più conosciute nel mondo, e conserva notevoli bellezze artistiche, dal suo Duomo normanno – noto per il mosaico del Cristo Pantocratore e per le sue due torri campanarie non perfettamente simmetriche – al lavatoio medievale, al Museo Mandralisca. Il centro storico cefaludese conserva vicoli lastricati in pietra che collegano il porticciolo turistico al tessuto urbano sovrastante.
Ma la cittadina deve molta della sua fama alla sua marina, con uno dei lungomare più noti d'Italia.

#### Turismo balneare
La città metropolitana di Palermo presenta alcune delle località balneari più interessanti della Sicilia: oltre a Cefalù, sono oggetto di massive presenze nei mesi estivi, soprattutto di turisti locali le coste di Mondello, Terrasini, Altavilla Milicia, Trabia, Balestrate, Pollina e l'isola di Ustica.

##### Mondello

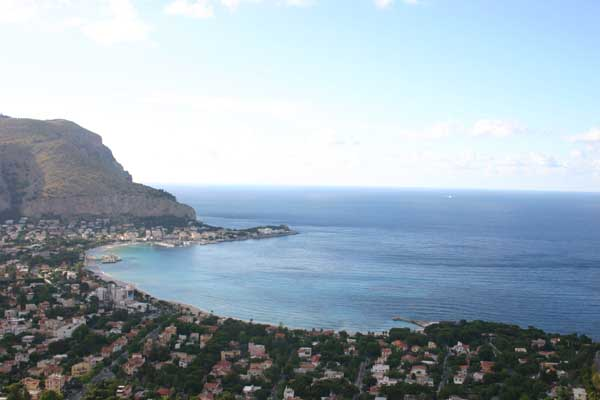
Panorama di Mondello

Mondello si affaccia sull'omonima baia ad ovest del capoluogo, racchiusa tra monte Pellegrino e monte Gallo. Fino ai primi del Novecento, era un'area paludosa dov'era stabilita una delle tante tonnare allora sparse sulle coste sicule. La bonifica della zona, insieme alla costruzione di un kursaal, la trasformarono nella "spiaggia dei palermitani". Dell'antico borgo marinaio rimangono oggi la torre della tonnara, risalente al 1445, ed il porticciolo dei pescatori, mentre le spiagge sono meta di migliaia di bagnanti. A Mondello si praticano inoltre il windsurf e molte altre attività sportive da spiaggia.
Terrasini

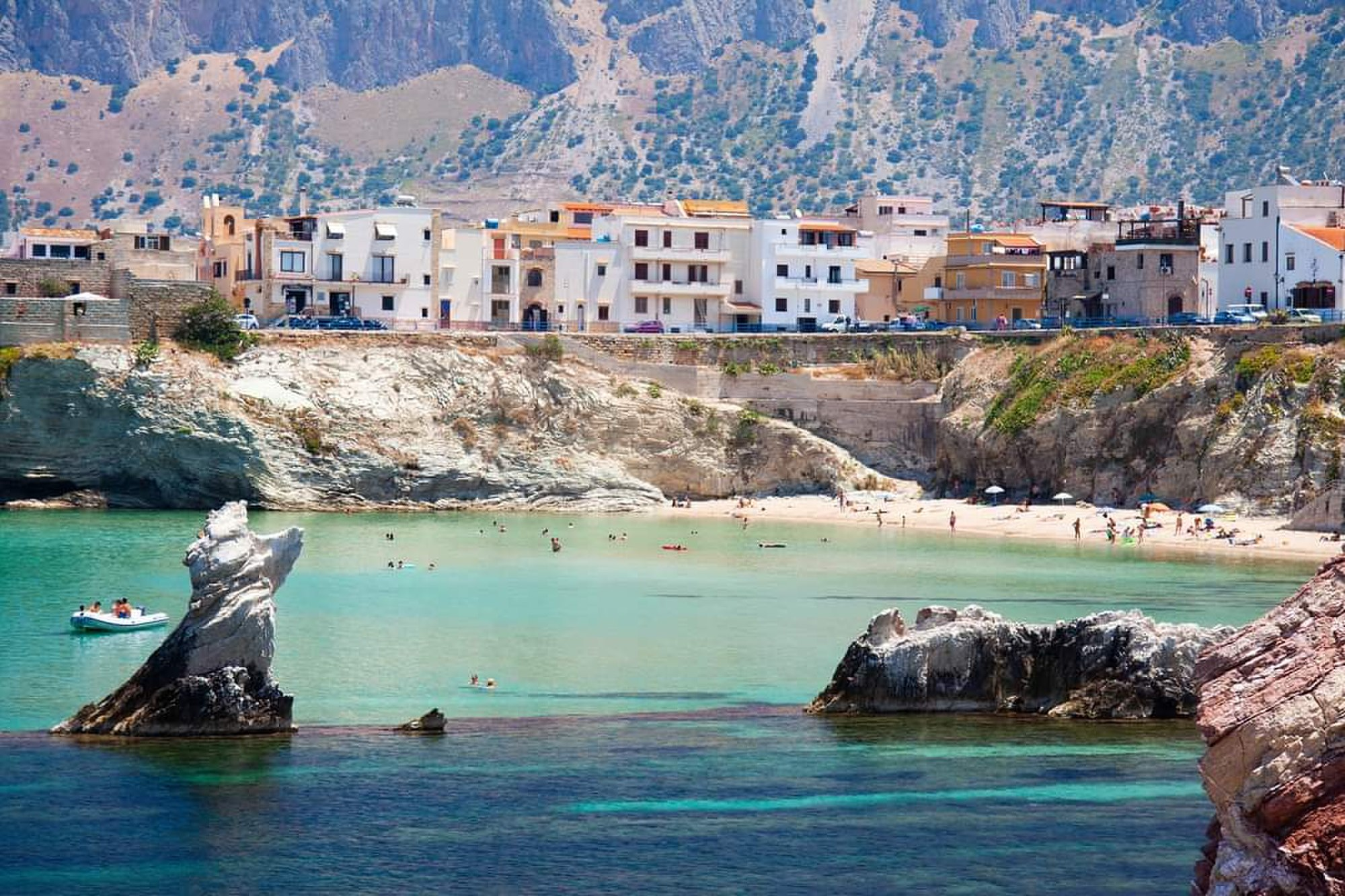
Spiaggia Praiola

Situato vicino a Palermo e nei pressi dell'aeroporto Falcone-Borsellino, si affaccia sul Golfo di Castellammare.
Principale centro turistico e culturale della costa occidentale siciliana, è noto per la diversità del litorale che alterna spiagge e calette rocciose, di diversa natura geologica, ma anche per la movida.

##### La costa di Cefalù

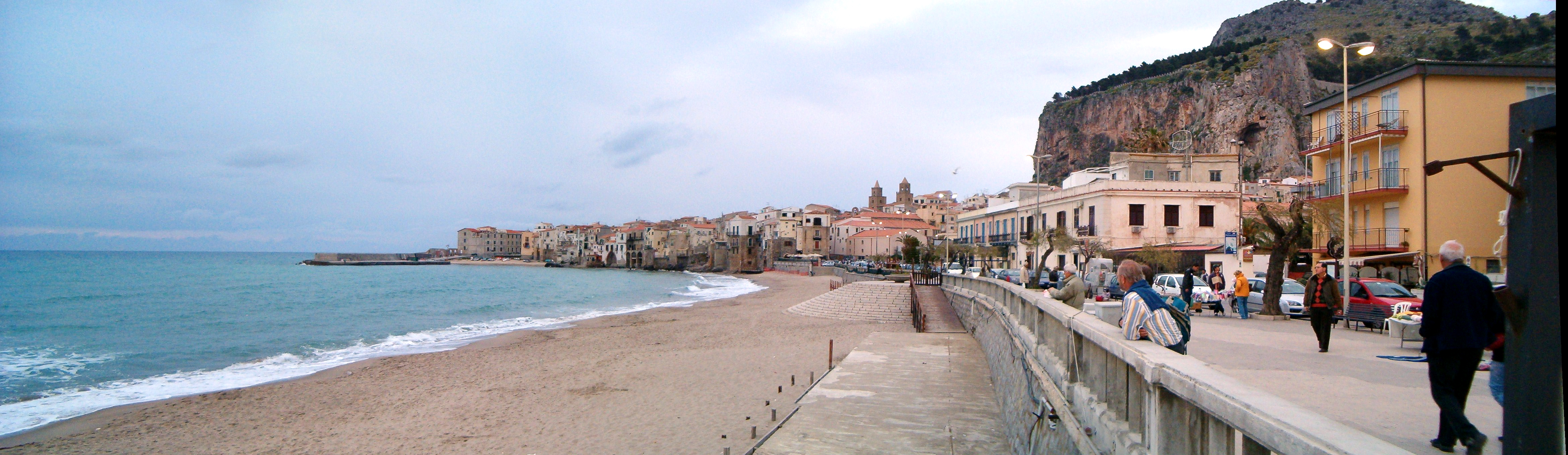
Panorama del lungomare di Cefalù

Cefalù è circondata da coste, è un rinomato centro turistico e culturale rocciose di raro fascino, mentre il lungomare del paese è composto da una spiaggia.
Tutto il mare tra Campofelice di Roccella (passando per il non meno suggestivo litorale di Lascari) e Cefalù è tra i più frequentati della zona.

##### La costa di Altavilla Milicia e Trabia

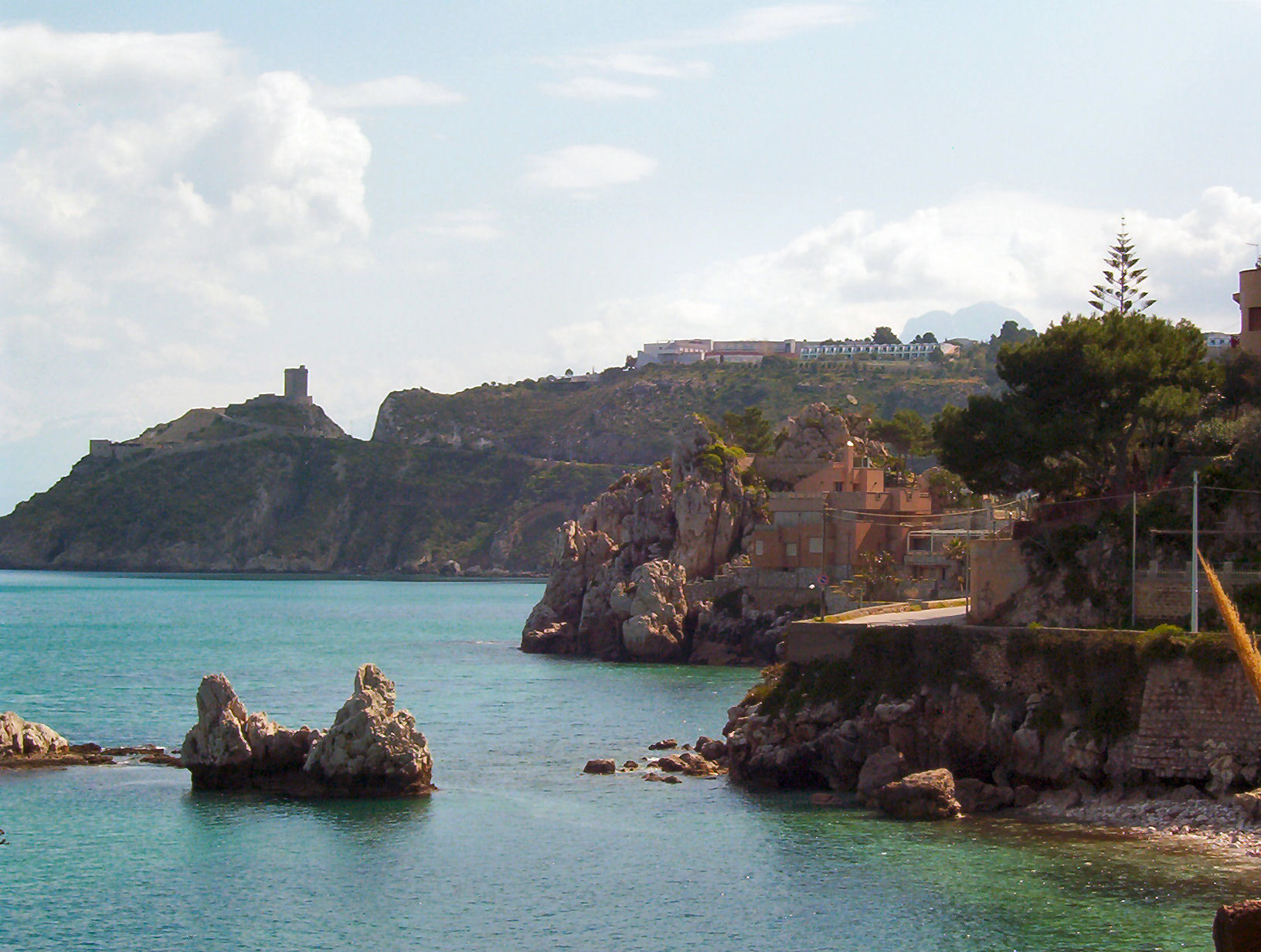
litorale di Altavilla Milicia

Ad Altavilla, paese nei pressi di Bagheria, poco distante dal capoluogo, i 7 km di costa sono costituiti da una magnifica ed affascinante scogliera, che raggiunge il culmine in affioramenti rocciosi, come quello dell'Ombelico di Venere, sottostante il promontorio su cui sorge la secolare Torre Normanna. Anche qui sono presenti spiagge attrezzate in ghiaia e sabbia. Trabia è anch'essa nota per la sua costa, analoga a quella altavillese e pur essa dotata di strutture ricettive specializzate.

#### Turismo invernale
Le Madonie offrono diverse opportunità di praticare un turismo invernale all'interno dell'omonimo parco, ma è certamente Piano Battaglia la maggiore attrazione.

##### Piano Battaglia
Piano Battaglia è una località madonita la cui altitudine si attesta a 1572 m sul livello del mare: si trovano qui gli unici impianti sciistici della Sicilia assieme a quelli etnei. Le piste da sci sono tre, la Giovanni Falcone, la Paolo Borsellino, la Panoramica e la Vincenzo Mollica, quest'ultima solo per esperti. Le piste vanno dai 1840 m del Mufara (alla stessa altitudine si trova un rifugio alpino), con un'estensione di 3,5 km, ai 1570 m di Piano Battaglia. La Mufaretta, di 0,5 km, tocca invece quota 1630 m.

##### Pizzo Carbonara
Pizzo Carbonara, con 1979 m sul livello del mare, è la seconda vetta di Sicilia dopo l'Etna. Si può raggiungere scegliendo tre sentieri diversi, e attraversando faggete e paesaggi d'alta quota. Sfiorando i 2000 m d'altitudine, Pizzo Carbonara, spesso innevato, può essere improvvisamente avvolto da fitte nebbie o scosso da precipitazioni, per cui è bene raggiungerlo equipaggiati dovutamente. Offre ai visitatori un panorama che si estende dalla Sicilia occidentale alla Sicilia centrale.

## Infrastrutture e trasporti

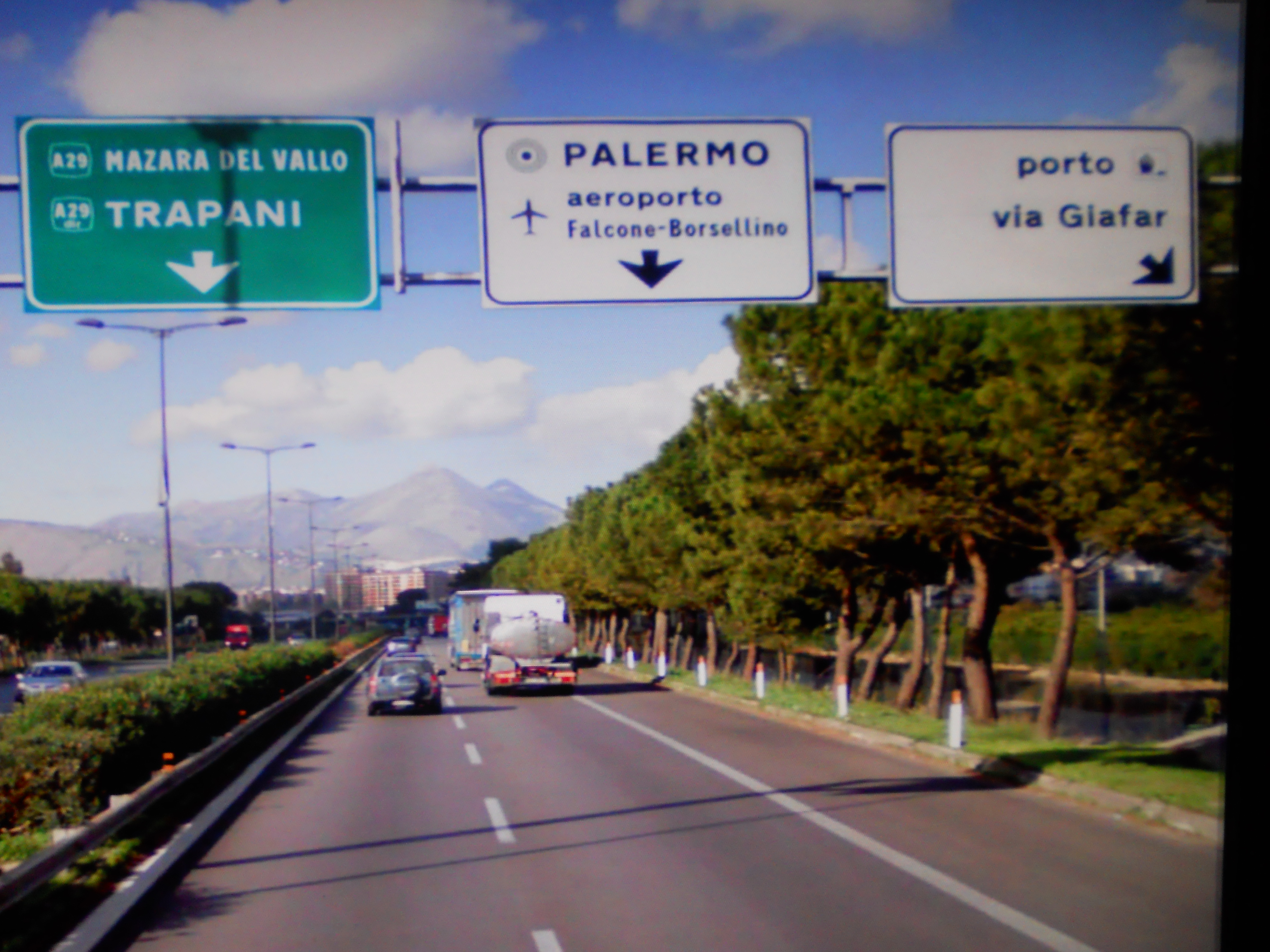
Il raccordo autostradale tra la Circonvallazione di Palermo e Villabate cittadina fusa con la zona est di Palermo

### Trasporto stradale

#### Autostrade
La città metropolitana di Palermo vanta una capillare rete stradale. Da Palermo iniziano due delle cinque autostrade siciliane.
- L'A19 per Catania a Termini Imerese s'incunea nella Sicilia interna, e serve il collegamento tra il capoluogo e i grossi centri dell'hinterland orientale, Villabate, Bagheria e appunto Termini Imerese. Essendo a doppia corsia più corsia d'emergenza per ogni senso di marcia, risulta spesso essere insufficiente a reggere la mole di traffico in entrata nel capoluogo.
- L'A20 per Messina inizia dalla A19 Palermo-Catania nei pressi dell'uscita Buonfornello. Fu completata nel 2005. Essa è per i criteri costruttivi più moderna dell'A19 ed adeguata agli standard autostradali riscontrabili nell'Italia centrale.
- L'A29 infine assicura il collegamento con Mazara del Vallo e Trapani grazie ad una diramazione che partendo nei pressi dell'uscita Alcamo Ovest attraversa la piana di Trapani, interamente coltivata a vite. Collega pure il capoluogo all'aeroporto Punta Raisi, è l'autostrada della Strage di Capaci, in cui vennero uccisi Giovanni Falcone con Francesca Morvillo e gli agenti della scorta.

#### Strade statali
Numerose anche le strade statali, di cui si specificano la denominazione ed il tragitto:
- SS. 113: da Messina a Trapani (attraversa l'intera città metropolitana da est ad ovest)
- SS. 118: da SS. 121 Bivio Bolognetta ad Agrigento (attraversamento parziale della città metropolitana sull'asse nord-sud, toccando Corleone)
- SS. 120: da SS: 113 Bivio Cerda a Fiumefreddo di Sicilia (CT) (attraversamento dell'entroterra della città metropolitana)
- SS. 121: da Catania a SS. 113 loc. Acqua dei Corsari (PA) (si addentra anch'essa nell'entroterra)
- SS. 186: da Palermo a Partinico SS113 (interna alla città metropolitana, serve il capoluogo in direzione ovest verso Alcamo)
- SS. 187: dalla SS. 113 nella zona di Trappeto giunge a Trapani (tocca la parte nord-occidentale della città metropolitana)
- SS. 188: da Marsala (TP) a Lercara Friddi SS189(direzione ovest-est, si addentra nell'entroterra)
- SS. 188c: da SS. 188 Bisacquino a SS. 118 Corleone (PA) (entroterra della città metropolitana)
- SS. 189: da SS: 121 Bivio Manganaro ad Agrigento (attraversamento parziale dell'entroterra della città metropolitana)
- SS. 285: Termini Imerese SS113 – Roccapalumba SS121 (interna alla città metropolitana)
- SS. 286: S. Ambrogio (Cefalù) SS113 – Bivio Geraci Siculo (PA) SS120 (interna alla città metropolitana)
- SS. 290 dalle Petralie SS120 a Enna (attraversamento parziale dell'entroterra della città metropolitana).
- SS. 624: Parte dalla Circonvallazione di Palermo (passa per entroterra fino alla città di Sciacca (AG); gran parte del percorso è sopraelevato
- SS. 643 di Polizzi: da SS. 120 (Bivio Dona Legge) a S.P. 24 - innesto con svincolo Autostradale Scillato (A19 Palermo Catania) (entroterra della città metropolitana, attraversa Polizzi Generosa e il Parco delle Madonie).

### Trasporto ferroviario
Da Palermo si diramano alcune linee ferroviarie di importanza rilevante nell'ambito della rete ferroviaria siciliana, e nel caso della Palermo-Messina anche nell'ambito della rete nazionale:
- La Ferrovia Palermo-Messina, o dorsale tirrenica, che è la principale linea della regione e la più trafficata sia per trasporti merci che passeggeri[31], è importante per via dei numerosi treni, da tutta la Sicilia occidentale, diretti all'imbarco per oltrepassare lo Stretto di Messina. Nel suo tragitto centrale interseca spesso la Strada statale 113 Settentrionale Sicula, dando origine a molti passaggi a livello sulla statale.
- La Ferrovia Palermo-Catania che come la Palermo-Agrigento attraversa l'entroterra siciliano è sotto-utilizzata nonostante vi siano progetti di potenziamento solo in parte attuati. Le stazioni di una certa rilevanza per l'entroterra sono quella di Caltanissetta e quella di Enna. Gran parte del percorso è caratterizzato dal tipico aspetto rurale collinare dell'entroterra di Sicilia.

Lungo la Palermo-Catania, dalla Stazione di Caltanissetta Xirbi, si diparte la linea per Caltanissetta Centrale, Canicattì, Licata, Gela, Ragusa e Siracusa.
- La Ferrovia Palermo-Trapani: ad Alcamo Diramazione si diparte la linea per Mazara del Vallo e Marsala che si ricongiunge a Trapani con quella più breve via Milo. Quest'ultima, nel primo tratto tra il capoluogo e l'aeroporto, svolge un efficiente servizio di metropolitana che si integra con il trasporto urbano su ferro di superficie che ha un'estensione ancora limitata. La linea è elettrificata solo parzialmente e i mezzi usati sono solo a trazione Diesel; ha una bassa velocità commerciale.

Prima della loro dismissione facevano parte della rete ferroviaria della città metropolitana le linee a scartamento ridotto da Palermo Lolli a Salaparuta (mai entrata in funzione) e la linea dalla Stazione di Sant'Erasmo a Burgio (dismessa il 1º febbraio 1959).

### Trasporto aereo

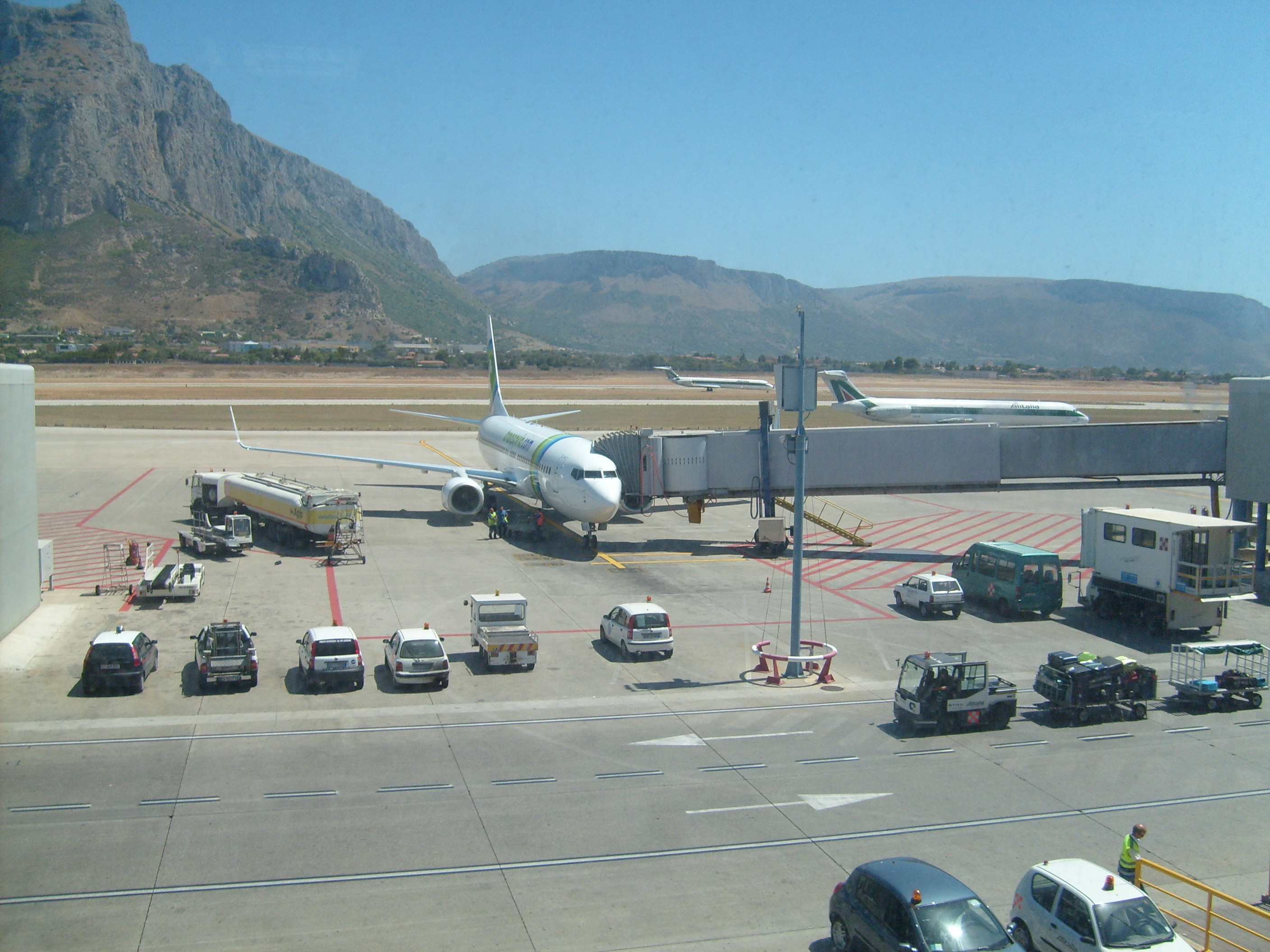
Imbarco all'aeroporto

Gli aeroporti sono due: Palermo Boccadifalco, convertito nel 2005 da militare a civile e sede di uno dei più importanti Aeroclub d'Italia, e l'aeroporto Falcone e Borsellino a Punta Raisi. Quest'ultimo si trova sulla costa rocciosa dell'omonima punta, ad ovest del capoluogo – cui è collegato dalla servizio ferroviario metropolitano di Palermo e dall'Autostrada A29 – e rappresenta uno dei più importanti del Paese, servendo la Sicilia settentrionale, occidentale ed in parte anche la Sicilia centrale.

L'aeroporto è attualmente in fase di ampliamento.

### Trasporto marittimo

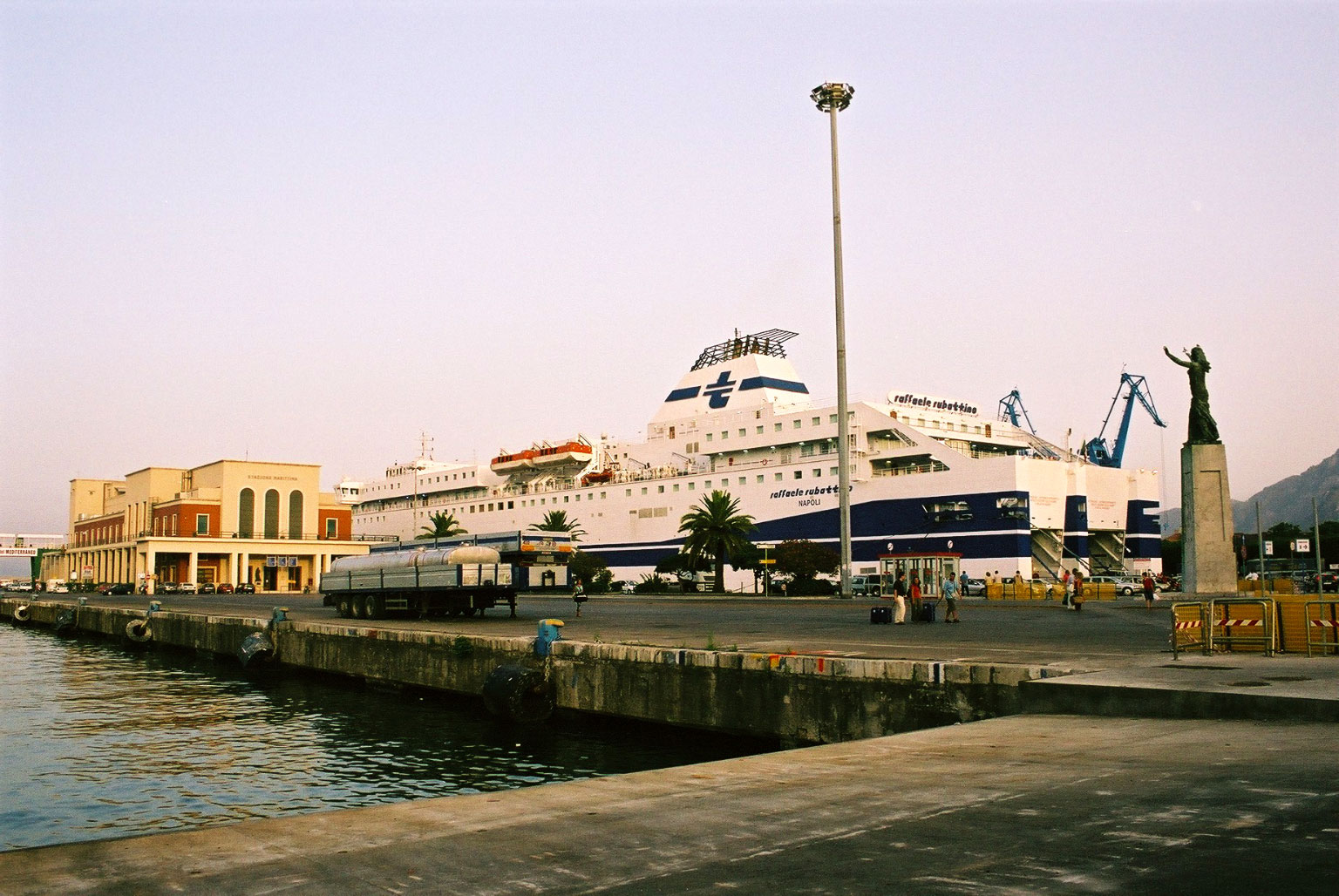
Scorcio del porto di Palermo

Nella città metropolitana vi sono alcuni importanti scali marittimi, fra i quali il porto di Termini Imerese e quello di Palermo, sede di cantieri navali, nonché snodo fondamentale nel traffico marittimo del Tirreno. Il porto del capoluogo, infatti, segue quelli di Genova, Livorno e Napoli ed affianca quelli sardi per importanza nazionale, e da qui partono i traghetti per moltissime città: Genova, Livorno, Civitavecchia, Napoli, Cagliari, oltre ai servizi per Ustica ed altre isole minori siciliane, e per i porti esteri di Tunisi, Malta, Valencia e Atene. Esso registra inoltre un notevole traffico commerciale, fungendo da principale approdo per le navi container che trasportano merci destinate a tutta la Sicilia.
A Cefalù si trova un rinomato porto turistico, mentre Porticello ospita un caratteristico porticciolo di pesca, anch'esso molto rinomato nel settore disponendo peraltro di un coloratissimo mercato di pesce fresco.

## Sport

### Automobilismo
Nel Palermitano si svolgeva una delle più antiche corse automobilistiche italiane, la Targa Florio che si disputò dal 1906 al 1977 sul percorso stradale del circuito delle Madonie. Nel 1978 la gara è stata trasformata in un rally denominato Rally Targa Florio che si disputa sullo stesso percorso del circuito delle Madonie.